# RSC Anderlecht in het seizoen 2016/17
Dit artikel beschrijft de prestaties van de Belgische voetbalclub RSC Anderlecht in het seizoen 2016–2017.

## Gebeurtenissen

### Trainerswissel
Na het seizoen 2015/16, waarin RSC Anderlecht vicekampioen werd, zette de club trainer Besnik Hasi aan de deur. De Albanese coach ging vervolgens samen met assistent-trainer Geert Emmerechts aan de slag bij het Poolse Legia Warschau.
In de weken na het ontslag van Hasi werd Anderlecht gelinkt aan onder meer Claude Puel, Frank de Boer, Peter Maes, Hein Vanhaezebrouck, Enzo Scifo, Rémi Garde en Stefano Pioli. Ook beloftencoach Nicolás Frutos werd op een gegeven moment in de media naar voren geschoven als kandidaat, maar Anderlecht zag de Argentijn enkel als een tijdelijke oplossing. Op 10 juni 2016 gaf Puel aan dat hij niet de nieuwe trainer van Anderlecht zou worden, waarna onder meer René Weiler, Roberto Martínez en Paul Le Guen in beeld kwamen. Na het afhaken van Martínez op 16 juni 2016 bereikte Anderlecht een akkoord met de Zwitserse coach René Weiler. Vier dagen later werd hij officieel voorgesteld als de nieuwe hoofdcoach van de club. Anderhalve maand later werd Martínez bondscoach van België.

### Transfers
Anderlecht nam in de zomer van 2016 afscheid van titularissen Silvio Proto, Dennis Praet, Steven Defour en Stefano Okaka. Aanvaller Matías Suárez verbrak zijn contract en keerde terug naar zijn thuisland Argentinië. Anderlecht haalde met Sofiane Hanni de Profvoetballer van het Jaar naar het Astridpark. Verder keek het bestuur vooral op de buitenlandse markt naar versterkingen. Zo maakten onder meer Alexandru Chipciu, Diego Capel, Dennis Appiah en Hamdi Harbaoui de overstap naar Anderlecht. De Poolse spits Łukasz Teodorczyk werd voor een seizoen gehuurd van Dynamo Kiev.
In juli 2016 plukte de club verdediger Sebastian De Maio weg bij Genoa, maar een maand later zocht de Fransman al nieuwe oorden op. Eind augustus 2016 legde Anderlecht een recordbedrag van zo'n 7,8 miljoen euro neer voor de Roemeense middenvelder Nicolae Stanciu. Omdat het transferbedrag via bonussen kon oplopen tot meer dan 9 miljoen euro werd Stanciu in de Belgische pers al snel omgedoopt tot "de man van tien miljoen".

### Competitie

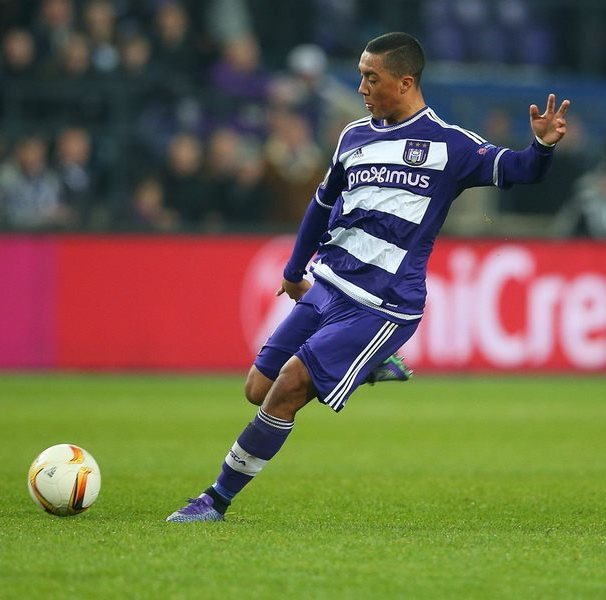
Youri Tielemans werd verkozen tot Profvoetballer van het Jaar.

Anderlecht begon wisselvallig aan het seizoen, maar kon aanvankelijk wel meedraaien aan de top van het klassement. Anderlecht bezette al snel de tweede plaats, net achter de verrassende leider Zulte Waregem. In het team van Weiler, die vaak voor een defensieve aanpak koos en regelmatig bekritiseerd werd om zijn behouden speelwijze, ontpopte nieuwkomer Teodorczyk zich met zijn vele doelpunten al snel tot een sterkhouder.
In het najaar van 2016 kende Anderlecht een moeilijke periode. In september 2016 kwam oud-aanvoerder Olivier Deschacht in opspraak wegens een gokschandaal. Een maand later kreeg Anderlecht het ook sportief moeilijk. Eerst werd er verloren op het veld van Club Brugge en in de daaropvolgende weken volgden er ook nederlagen tegen Waasland-Beveren en leider Zulte Waregem. Anderlecht zakte weg naar de zesde plaats en Weiler kwam, door zijn defensieve speelstijl en de slechte resultaten, onder vuur te liggen. Weiler zelf stelde de kwaliteiten van zijn eigen spelersgroep openlijk in vraag. Desondanks behield het clubbestuur het vertrouwen in de Zwitser.
Met zeges tegen onder meer Sporting Charleroi, AA Gent en Excel Moeskroen en een scoreloos gelijkspel tegen Club Brugge, kon Anderlecht nog voor de winterstop opnieuw opklimmen naar de tweede plaats. Tijdens de winterstop plukte Anderlecht bij rivaal Standard Luik gewezen aanvoerder Adrien Trebel weg, die ook op verregaande interesse van Gent kon rekenen. Verder versterkte het team zich ook met verdediger Uroš Spajić. Harbaoui, die onder Weiler amper speelkansen kreeg, werd verhuurd aan Charleroi.
Na de winter bleef Anderlecht lange tijd ongeslagen. Hoewel topschutter Teodorczyk steeds minder begon te scoren, duurde het tot de voorlaatste speeldag alvorens Anderlecht nog eens verloor. Op de slotspeeldag kwam Anderlecht door een zege tegen Waasland-Beveren aan de leiding te staan.
Anderlecht gaf die leidersplaats in play-off I niet meer uit handen. Met drie zeges in vier matchen begon het team van Weiler uitstekend aan de play-offs. Anderlecht vergrootte zijn voorsprong zo tot acht punten. Nadien dreigde Anderlecht in elkaar te zakken. Door een goal van Anderlecht-huurling Harbaoui werd er in het Astridpark met het kleinste verschil verloren van Charleroi. In de daaropvolgende weken lieten de Brusselaars ook punten liggen tegen Gent en Club Brugge, dat de achterstand opnieuw wist te verkleinen tot vier punten. Op de negende speeldag veroverde Anderlecht de landstitel door in Charleroi met 1–3 te winnen. Teodorczyk, die op dat ogenblik al twee maanden niet meer gescoord had, had met twee goals een belangrijk aandeel in de titelzege.

### Europees

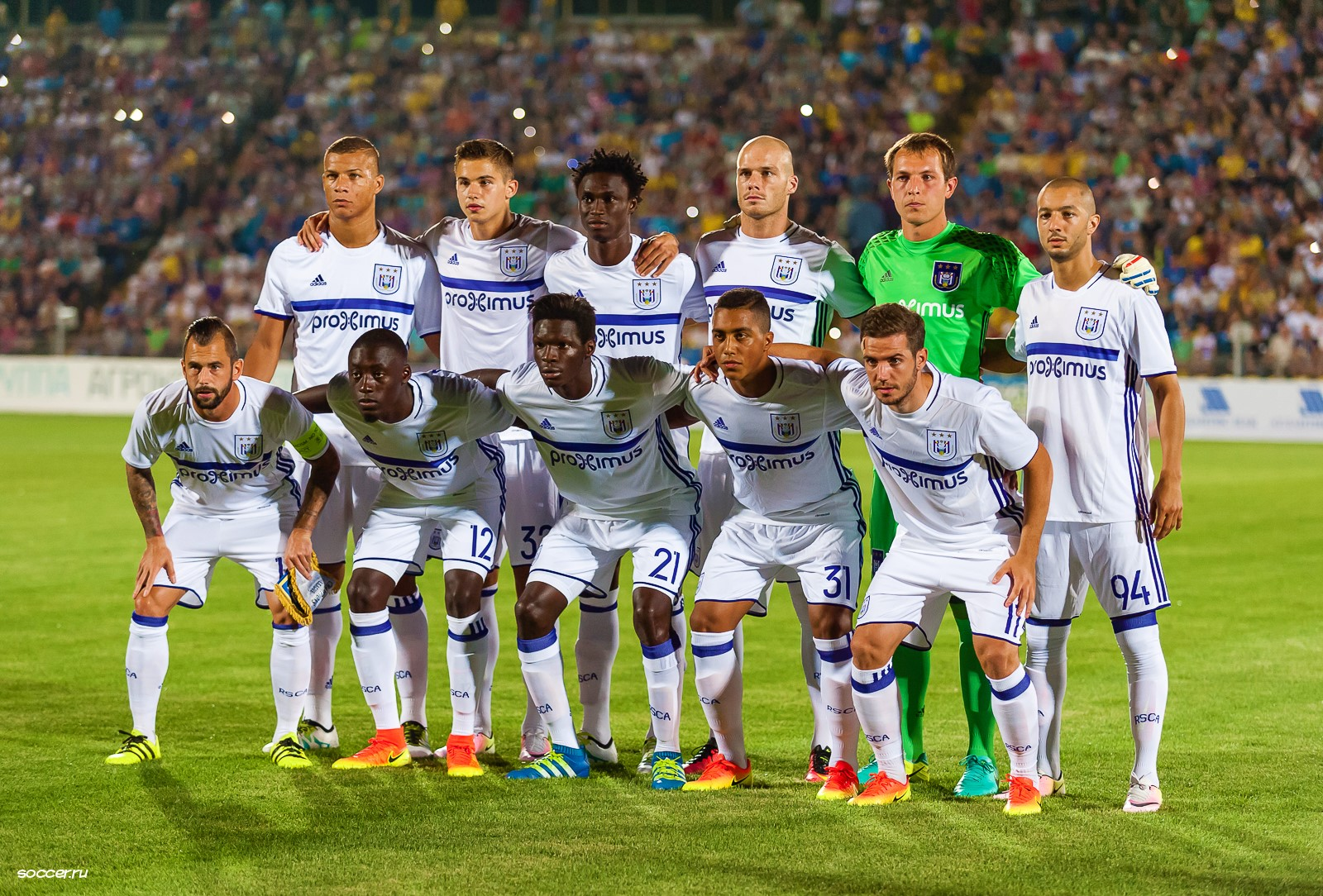
Anderlecht voor de heenwedstrijd tegen FK Rostov.

Anderlecht werd in de voorrondes van de UEFA Champions League uitgeschakeld door FK Rostov. Anderlecht veroverde in de heenwedstrijd een goed resultaat (2–2), maar verloor een week later voor eigen supporters met 0–2 van de Russen.
Nadien won Anderlecht twee keer met drie doelpunten verschil van Slavia Praag, waardoor het aan de groepsfase van de UEFA Europa League mocht deelnemen. De Brusselaars belandden in groep C, samen met Saint-Étienne, FSV Mainz en Qäbälä. Anderlecht begon met een thuiszege tegen Qäbälä, maar verspeelde vervolgens tegen Saint-Étienne twee punten door in de 94e minuut nog een doelpunt te incasseren. Nadien speelde Anderlecht ook gelijk tegen Mainz. De terugronde zette Anderlecht in met een klinkende thuiszege. Mainz werd met 6–1 ingeblikt, zowel Stanciu als Teodorczyk scoorde in dat duel twee keer. Op de slotspeeldag verspeelde Anderlecht alsnog de leidersplaats door met 2–3 te verliezen van Saint-Étienne. Weilers team gaf in dat duel een voorsprong van twee doelpunten uit handen.
In de 1/16 finale trof Anderlecht met Zenit Sint-Petersburg opnieuw een Russische club. De heenwedstrijd in Anderlecht werd met 2–0 gewonnen dankzij twee goals van Frank Acheampong. In de terugwedstrijd in Sint-Petersburg kwam Anderlecht er amper aan te pas. Zenit kwam in de 78e minnut 3–0 voor en leek op weg om door te stoten naar de volgende ronde, maar omdat gelegenheidsspits Isaac Thelin in de 90e minuut nog kon tegenscoren, trok Anderlecht in extremis aan het langste eind. In de daaropvolgende 1/8 finale won Anderlecht twee keer van het Cypriotische APOEL Nicosia. Zowel de heen- als terugwedstrijd werd met 1–0 gewonnen. Daardoor mocht Anderlecht voor het eerst in twintig jaar nog eens aan een Europese kwartfinale deelnemen.
In de kwartfinale trof Anderlecht latere winnaar Manchester United. Zowel de heen- als terugwedstrijd eindigde op 1–1, waardoor Anderlecht op Old Trafford verlengingen moest spelen. Anderlecht kreeg in die verlengingen enkele kansen, maar wist niet te scoren. In de 107e minuut bezegelde Marcus Rashford het lot van de Brusselaars.

### Beker van België
Anderlecht schakelde in de 1/16 finale tweedeklasser Oud-Heverlee Leuven uit. Het werd 1–0 na een goal van Harbaoui. In de volgende ronde werd Anderlecht na strafschoppen uitgeschakeld door Charleroi.

### Individuele prijzen
Łukasz Teodorczyk werd met 22 doelpunten topschutter in de Jupiler Pro League, terwijl Sofiane Hanni de assistkoning werd. Youri Tielemans werd aan het einde van het seizoen bekroond met de Ebbenhouten Schoen en de trofee voor Profvoetballer van het Jaar. Enkele dagen later verkaste Tielemans voor 23 miljoen euro naar AS Monaco. Ondanks al de kritiek die Weiler tijdens het seizoen te verduren kreeg, werd hij aan het einde van het seizoen verkozen tot Trainer van het Jaar.

## Spelerskern
| Nr.           | Naam               | Nationaliteit | Geboortedatum | Vorige club                     |
| ------------- | ------------------ | ------------- | ------------- | ------------------------------- |
| Keepers       |                    |               |               |                                 |
| 1             | Davy Roef          | België        | 06-02-1994    | /                               |
| 23            | Frank Boeckx       | België        | 27-09-1986    | Antwerp FC (2014–2015)          |
| 30            | Rubén              | Spanje        | 22-06-1984    | Deportivo La Coruña (2016)      |
| 45            | Mile Svilar        | België        | 27-08-1999    | /                               |
| 50            | Liam Bossin        | België        | 15-07-1996    | White Star Woluwe (2012–2013)   |
| Verdedigers   |                    |               |               |                                 |
| 3             | Olivier Deschacht  | België        | 16-02-1981    | /                               |
| 4             | Kara Mbodj         | Senegal       | 11-11-1989    | KRC Genk (2013–2015)            |
| 5             | Uroš Spajić        | Servië        | 13-02-1993    | Toulouse FC (2013–2016)         |
| 12            | Dennis Appiah      | Frankrijk     | 09-06-1992    | SM Caen (2013–2016)             |
| 14            | Bram Nuytinck      | Nederland     | 04-05-1990    | N.E.C. (2009–2012)              |
| 37            | Ivan Obradović     | Servië        | 25-07-1988    | KV Mechelen (2013–2015)         |
| 41            | Emmanuel Sowah     | Ghana         | 16-01-1998    | /                               |
| Middenvelders |                    |               |               |                                 |
| 7             | Andy Najar         | Honduras      | 16-03-1993    | D.C. United (2010–2013)         |
| 8             | Stéphane Badji     | Senegal       | 29-05-1990    | Istanbul Başakşehir (2015–2016) |
| 10            | Massimo Bruno      | België        | 17-09-1993    | RB Leipzig (2015–2016)          |
| 11            | Alexandru Chipciu  | Roemenië      | 18-05-1989    | Steaua Boekarest (2012–2016)    |
| 17            | Diego Capel        | Spanje        | 16-02-1988    | Genoa (2015–2016)               |
| 22            | Idrissa Doumbia    | Ivoorkust     | 14-04-1998    | ES de Bingerville (2015–2016)   |
| 25            | Adrien Trebel      | Frankrijk     | 03-03-1991    | Standard Luik (2014–2016)       |
| 31            | Youri Tielemans    | België        | 07-05-1997    | /                               |
| 32            | Leander Dendoncker | België        | 25-04-1995    | /                               |
| 73            | Nicolae Stanciu    | Roemenië      | 07-05-1993    | Steaua Boekarest (2013–2016)    |
| 94            | Sofiane Hanni      | Algerije      | 29-12-1990    | KV Mechelen (2014–2016)         |
| Aanvallers    |                    |               |               |                                 |
| 9             | Hamdi Harbaoui     | Tunesië       | 05-01-1985    | Udinese (2016)                  |
| 77            | Nathan Kabasele    | België        | 14-01-1994    | De Graafschap (2015–2016)       |
| 18            | Frank Acheampong   | Ghana         | 16-10-1993    | Buriram United (2011–2012)      |
| 19            | Oswal Álvarez      | Colombia      | 11-06-1995    | Academia FC (2011–2012)         |
| 24            | Isaac Kiese Thelin | Zweden        | 24-06-1992    | Bordeaux (2015–2016)            |
| 47            | Andy Kawaya        | België        | 23-08-1996    | Willem II (2016)                |
| 49            | Jorn Vancamp       | België        | 28-10-1998    | /                               |
| 77            | Nathan Kabasele    | België        | 14-01-1994    | De Graafschap (2015–2016)       |
| 91            | Łukasz Teodorczyk  | Polen         | 03-06-1991    | Dynamo Kiev (2014–2016)         |

- = aanvoerder
- Rubén kreeg voor de competitie het rugnummer 1, in Europa droeg hij het nummer 30.

### Technische staf
| Functie         | Naam                    | Nationaliteit |
| --------------- | ----------------------- | ------------- |
| Coach           | René Weiler             | Zwitserland   |
| Assistent-coach | Thomas Binggeli         | Zwitserland   |
| Assistent-coach | David Sesa              | Zwitserland   |
| Assistent-coach | Nicolás Frutos          | Argentinië    |
| Keeperstrainer  | Max de Jong             | Nederland     |
| Team manager    | Gunther Van Handenhoven | België        |
| Teamarts        | Marc Vangrinsven        | België        |
| Teamarts        | Kristof Sas             | België        |

## Bestuur
| Functie                            | Naam                 | Nationaliteit |
| ---------------------------------- | -------------------- | ------------- |
| Voorzitter                         | Roger Vanden Stock   | België        |
| Secretaris-generaal                | Philippe Collin      | België        |
| Sportief manager                   | Herman Van Holsbeeck | België        |
| Operationeel manager               | Jo Van Biesbroeck    | België        |
| Technisch directeur jeugdopleiding | Jean Kindermans      | België        |
| Hoofd scouting                     | Dimitri M'Buyu       | België        |
| Hoofd jeugdscouting                | Urbain Haesaert      | België        |

## Uitrustingen
Shirtsponsor(s): BNP Paribas Fortis / Proximus

Sportmerk: adidas
| Thuis | Uit | Doelman | Doelman | Training |

## Transfers
| Naam                 | Nationaliteit     | Van / Naar          | Datum             | Bedrag / Type      |
| -------------------- | ----------------- | ------------------- | ----------------- | ------------------ |
| Inkomend             |                   |                     |                   |                    |
| Idrissa Doumbia      | Ivoorkust         | ES de Bingerville   | 15 april 2016     | niet bekend        |
| Sofiane Hanni        | Algerije          | KV Mechelen         | 20 mei 2016       | € 1.500.000        |
| Dennis Appiah        | Frankrijk         | SM Caen             | 16 juni 2016      | € 3.000.000        |
| Sebastian De Maio    | Frankrijk         | Genoa               | 6 juli 2016       | € 4.000.000        |
| Alexandru Chipciu    | Roemenië          | Steaua Boekarest    | 19 juli 2016      | € 3.500.000        |
| Diego Capel          | Spanje            | Genoa               | 4 augustus 2016   | Transfervrij       |
| Nicolae Stanciu      | Roemenië          | Steaua Boekarest    | 28 augustus 2016  | € 7.800.000        |
| Hamdi Harbaoui       | Tunesië           | Udinese             | 30 augustus 2016  | Transfervrij       |
| Mohammed Dauda       | Ghana             | Asante Kotoko       | 3 januari 2017    | € 400.000          |
| Adrien Trebel        | Frankrijk         | Standard Luik       | 15 januari 2017   | € 3.500.000        |
| Dylan Lambrecth      | België            | RFC de Liège        | 22 januari 2017   | € 300.000          |
| Silvère Ganvoula     | Congo-Brazzaville | KVC Westerlo        | 31 januari 2017   | € 1.200.000        |
| Uroš Spajić          | Servië            | Toulouse FC         | 14 maart 2017     | € 1.200.000        |
| Łukasz Teodorczyk    | Polen             | Dynamo Kiev         | 30 maart 2017     | € 4.500.000        |
| TOTAAL UITGAVEN:     | TOTAAL UITGAVEN:  | TOTAAL UITGAVEN:    | TOTAAL UITGAVEN:  | € 30.900.000       |
| Uitgaand             |                   |                     |                   |                    |
| Thomas Kaminski      | België            | KV Kortrijk         | 13 juni 2016      | niet bekend        |
| Silvio Proto         | België            | KV Oostende         | 15 juni 2016      | Transfervrij       |
| Matías Suárez        | Argentinië        | CA Belgrano         | 6 juli 2016       | Contract verbroken |
| Steven Defour        | België            | Burnley FC          | 16 augustus 2016  | € 8.000.000        |
| Dennis Praet         | België            | Sampdoria           | 23 augustus 2016  | € 10.000.000       |
| Samuel Bastien       | België            | Chievo Verona       | 25 augustus 2016  | € 1.500.000        |
| Stefano Okaka        | Italië            | Watford FC          | 29 augustus 2016  | € 6.000.000        |
| Idrissa Sylla        | Guinee            | Queens Park Rangers | 30 augustus 2016  | € 2.300.000        |
| Ibrahima Conté       | Guinee            | KV Oostende         | 31 augustus 2016  | € 1.000.000        |
| Fede Vico            | Spanje            | CD Lugo             | 17 september 2016 | Contract ontbonden |
| Anthony Vanden Borre | België            | TP Mazembe          | 2 maart 2017      | Contract ontbonden |
| TOTAAL INKOMSTEN:    | TOTAAL INKOMSTEN: | TOTAAL INKOMSTEN:   | TOTAAL INKOMSTEN: | € 28.800.000       |

### Verhuurde spelers
| Naam                 | Nationaliteit     | Van / Naar            | Begindatum       | Einddatum             |
| -------------------- | ----------------- | --------------------- | ---------------- | --------------------- |
| Inkomend             |                   |                       |                  |                       |
| Łukasz Teodorczyk    | Polen             | Dynamo Kiev           | 4 augustus 2016  | Einde seizoen         |
| Massimo Bruno        | België            | RB Leipzig            | 30 augustus 2016 | Einde seizoen 2017/18 |
| Uroš Spajić          | België            | Toulouse FC           | 31 augustus 2016 | Einde seizoen         |
| Isaac Kiese Thelin   | België            | Girondins de Bordeaux | 5 januari 2017   | Einde seizoen 2017/18 |
| Rubén                | Spanje            | Deportivo La Coruña   | 25 januari 2017  | Einde seizoen         |
| Uitgaand             |                   |                       |                  |                       |
| Orel Mangala         | België            | Borussia Dortmund     | 10 juni 2016     | Einde seizoen         |
| Hervé Matthys        | België            | KVC Westerlo          | 1 juli 2016      | Einde seizoen         |
| Anthony Vanden Borre | België            | Montpellier HSC       | 1 juli 2016      | 1 januari 2017        |
| Rafael Galhardo      | Brazilië          | Atlético Paranaense   | 18 juli 2016     | Einde seizoen         |
| Aaron Leya Iseka     | België            | Olympique Marseille   | 23 juli 2016     | Einde seizoen         |
| Sebastian De Maio    | Frankrijk         | Fiorentina            | 17 augustus 2016 | Einde seizoen         |
| Fabrice N'Sakala     | Congo-Kinshasa    | Alanyaspor            | 23 augustus 2016 | Einde seizoen         |
| Mahmoud Hassan       | Egypte            | Excel Moeskroen       | 30 augustus 2016 | Einde seizoen         |
| Michaël Heylen       | België            | KVC Westerlo          | 31 augustus 2016 | Einde seizoen         |
| Nathan de Medina     | België            | Oud-Heverlee Leuven   | 31 augustus 2016 | Einde seizoen         |
| Dodi Lukebakio       | Congo-Kinshasa    | Toulouse FC           | 31 augustus 2016 | Einde seizoen         |
| Hamdi Harbaoui       | Tunesië           | Sporting Charleroi    | 6 januari 2017   | Einde seizoen         |
| Nathan Kabasele      | België            | Excel Moeskroen       | 9 januari 2017   | Einde seizoen         |
| Dylan Lambrecth      | België            | KSV Roeselare         | 22 januari 2017  | 3 mei 2017            |
| Davy Roef            | België            | Deportivo La Coruña   | 24 januari 2017  | Einde seizoen         |
| Wout Faes            | België            | Heerenveen            | 31 januari 2017  | Einde seizoen         |
| Silvère Ganvoula     | Congo-Brazzaville | KVC Westerlo          | 31 januari 2017  | Einde seizoen         |

### Jeugdspelers
Een overzicht van jeugdspelers die de club verlieten.
| Naam                 | Nationaliteit | Naar              | Datum            | Type     |
| -------------------- | ------------- | ----------------- | ---------------- | -------- |
| Uitgaand             |               |                   |                  |          |
| Brecht Mombaerts     | België        | Sint-Truidense VV | 23 april 2016    | Transfer |
| Stephane Omeonga     | België        | Avellino          | 12 mei 2016      | Transfer |
| Siebe Van Der Heyden | België        | KV Oostende       | 18 mei 2016      | Transfer |
| Lindon Selahi        | België        | Standard Luik     | 31 mei 2016      | Transfer |
| Zohran Bassong       | Canada        | Lille OSC         | 1 juli 2016      | Transfer |
| Nando Nostlinger     | Nederland     | Rapid Wenen       | 7 augustus 2016  | Transfer |
| Samy Bourard         | België        | Sint-Truidense VV | 31 augustus 2016 | Transfer |
| Emil Abaz            | Macedonië     | Dinamo Zagreb     | 6 september 2016 | Transfer |

## Oefenwedstrijden
Hieronder een overzicht van de oefenwedstrijden die Anderlecht in de aanloop naar en tijdens het seizoen 2016/17 speelde.
| Datum      | Thuis/Uit | Tegenstander             | Score | Doelpuntenmaker(s) Anderlecht                              |
| ---------- | --------- | ------------------------ | ----- | ---------------------------------------------------------- |
| 29-06-2016 | Uit       | KSV Oudenaarde (III)     | 0-4   | Hassan, Kabasele, Lukebakio, Acheampong                    |
| 02-07-2016 | Uit       | KSV Bornem (IV)          | 1-6   | Sylla (2x), Kabasele (2x), Defour, Hassan                  |
| 06-07-2016 | Uit       | Oud-Heverlee Leuven (II) | 1-4   | Kabasele (2x), Acheampong, Hassan                          |
| 09-07-2016 | Uit       | Red Star (II)            | 1-1   | Okaka                                                      |
| 16-07-2016 | Uit       | Feyenoord                | 3-1   | Okaka                                                      |
| 20-07-2016 | Thuis     | Heerenveen               | 3-1   | Defour, Hassan, Tielemans                                  |
| 13-08-2016 | Thuis     | Quévy-Mons (P.I.)        | 7-2   | Kara, Capel, Kabasele, Hassan, Vancamp, Deschacht, Álvarez |
| 14-01-2017 | Uit       | FC Köln                  | 1-1   | Stanciu                                                    |

## Jupiler Pro League

### Wedstrijden
| Wedstrijddetails                                                | Thuisploeg                                                                                    | Uitslag                     | Uitploeg                                               | Opstelling | Kaarten                                                            |
| --------------------------------------------------------------- | --------------------------------------------------------------------------------------------- | --------------------------- | ------------------------------------------------------ | --- | ------------------------------------------------------------------ |
| Heenronde                                                       |                                                                                               |                             |                                                        | |                                                                    |
| 30 juli 2016 18:00 Le Canonnier Moeskroen                       | Excel Moeskroen                                                                               | 1-2                         | RSC Anderlecht                                         | Roef Appiah, Kara, De Maio, N'Sakala (54' Sylla) Dendoncker, Doumbia (64' Defour), Tielemans Chipciu, Hanni, Acheampong (83' Heylen)              | 30' Hanni 75' De Maio                                              |
| 30 juli 2016 18:00 Le Canonnier Moeskroen                       | 26' Marković                                                                                  | 1-0 1-1 1-2                 | 62' Acheampong 65' Sylla                               | Roef Appiah, Kara, De Maio, N'Sakala (54' Sylla) Dendoncker, Doumbia (64' Defour), Tielemans Chipciu, Hanni, Acheampong (83' Heylen)              | 30' Hanni 75' De Maio                                              |
| 7 augustus 2016 18:00 Constant Vanden Stockstadion Anderlecht   | RSC Anderlecht                                                                                | 5-1                         | KV Kortrijk                                            | Roef Appiah, Kara, Nuytinck, Acheampong Dendoncker, Defour, Tielemans (78' Kabasele) Chipciu, Teodorczyk (66' Sylla), Hanni (66' Capel)           |                                                                    |
| 7 augustus 2016 18:00 Constant Vanden Stockstadion Anderlecht   | 32' Hanni 50' Teodorczyk 54' Chipciu 63' Defour 75' Sylla                                     | 0-1 1-1 2-1 3-1 4-1 5-1     | 20' Kage (pen.)                                        | Roef Appiah, Kara, Nuytinck, Acheampong Dendoncker, Defour, Tielemans (78' Kabasele) Chipciu, Teodorczyk (66' Sylla), Hanni (66' Capel)           |                                                                    |
| 12 augustus 2016 20:30 Stayen Sint-Truiden                      | Sint-Truiden                                                                                  | 0-0                         | RSC Anderlecht                                         | Roef Appiah, De Maio, Nuytinck, N'Sakala (29' Praet) Tielemans, Dendoncker, Hanni (81' Hassan) Chipciu, Sylla (66' Teodorczyk), Acheampong        | 48' Sylla 54' Nuytinck                                             |
| 12 augustus 2016 20:30 Stayen Sint-Truiden                      |                                                                                               |                             |                                                        | Roef Appiah, De Maio, Nuytinck, N'Sakala (29' Praet) Tielemans, Dendoncker, Hanni (81' Hassan) Chipciu, Sylla (66' Teodorczyk), Acheampong        | 48' Sylla 54' Nuytinck                                             |
| 21 augustus 2016 18:00 Kehrwegstadion Eupen                     | KAS Eupen                                                                                     | 2-2                         | RSC Anderlecht                                         | Roef Badji, Kara, Nuytinck, Deschacht (79' Heylen) Tielemans, Dendoncker, Hanni Chipciu (60' Doumbia), Teodorczyk, Capel (70' Sowah)              | 8' Kara 48' Deschacht                                              |
| 21 augustus 2016 18:00 Kehrwegstadion Eupen                     | 41' Sylla 81' Roef (own)                                                                      | 0-1 1-1 1-2 2-2             | 21' Capel 47' Teodorczyk                               | Roef Badji, Kara, Nuytinck, Deschacht (79' Heylen) Tielemans, Dendoncker, Hanni Chipciu (60' Doumbia), Teodorczyk, Capel (70' Sowah)              | 8' Kara 48' Deschacht                                              |
| 28 augustus 2016 18:00 Constant Vanden Stockstadion Anderlecht  | RSC Anderlecht                                                                                | 2-2                         | AA Gent                                                | Roef Badji (46' Deschacht), Kara, Nuytinck, Acheampong Tielemans, Dendoncker, Hanni Chipciu, Teodorczyk (75' Sylla), Capel (46' Sowah)            | 78' Kara                                                           |
| 28 augustus 2016 18:00 Constant Vanden Stockstadion Anderlecht  | 19' Tielemans (pen.) 47' Teodorczyk                                                           | 1-0 1-1 2-1 2-2             | 21' Simon 90+2' Asare                                  | Roef Badji (46' Deschacht), Kara, Nuytinck, Acheampong Tielemans, Dendoncker, Hanni Chipciu, Teodorczyk (75' Sylla), Capel (46' Sowah)            | 78' Kara                                                           |
| 11 september 2016 18:00 Constant Vanden Stockstadion Anderlecht | RSC Anderlecht                                                                                | 3-2                         | Sporting Charleroi                                     | Roef Spajić, Kara, Nuytinck, Acheampong Tielemans (79' Bruno), Dendoncker, Stanciu (86' Deschacht) Chipciu, Teodorczyk (71' Harbaoui), Hanni      | 18' Dendoncker 47' Nuytinck 90+3' Acheampong                       |
| 11 september 2016 18:00 Constant Vanden Stockstadion Anderlecht | 57' Teodorczyk 66' Hanni 68' Tielemans                                                        | 0-1 1-1 2-1 3-1 3-2         | 19' Bakar 90+2' Baby                                   | Roef Spajić, Kara, Nuytinck, Acheampong Tielemans (79' Bruno), Dendoncker, Stanciu (86' Deschacht) Chipciu, Teodorczyk (71' Harbaoui), Hanni      | 18' Dendoncker 47' Nuytinck 90+3' Acheampong                       |
| 18 september 2016 14:30 Luminus Arena Genk                      | KRC Genk                                                                                      | 0-2                         | RSC Anderlecht                                         | Roef Spajić, Kara, Deschacht, Acheampong Badji (60' Harbaoui), Dendoncker, Stanciu Chipciu (56' Capel), Teodorczyk (87' Bruno), Hanni             | 26' Spajić 69' Stanciu                                             |
| 18 september 2016 14:30 Luminus Arena Genk                      |                                                                                               | 0-1 0-2                     | 64' Kara 76' Harbaoui                                  | Roef Spajić, Kara, Deschacht, Acheampong Badji (60' Harbaoui), Dendoncker, Stanciu Chipciu (56' Capel), Teodorczyk (87' Bruno), Hanni             | 26' Spajić 69' Stanciu                                             |
| 25 september 2016 20:00 Constant Vanden Stockstadion Anderlecht | RSC Anderlecht                                                                                | 1-2                         | KVC Westerlo                                           | Roef Spajić, Kara, Nuytinck (66' Bruno), Acheampong Chipciu, Dendoncker, Stanciu (88' Vancamp), Hanni Harbaoui (46' Capel), Teodorczyk            | 29' Teodorczyk                                                     |
| 25 september 2016 20:00 Constant Vanden Stockstadion Anderlecht | 83' Hanni                                                                                     | 0-1 1-1 1-2                 | 63' Heylen 85' Rommens                                 | Roef Spajić, Kara, Nuytinck (66' Bruno), Acheampong Chipciu, Dendoncker, Stanciu (88' Vancamp), Hanni Harbaoui (46' Capel), Teodorczyk            | 29' Teodorczyk                                                     |
| 2 oktober 2016 18:00 Stade Maurice Dufrasne Luik                | Standard Luik                                                                                 | 0-1                         | RSC Anderlecht                                         | Roef Spajić, Kara, Nuytinck, Acheampong Dendoncker, Tielemans, Hanni (75' Capel) Chipciu, Teodorczyk (89' Deschacht), Stanciu (85' Badji)         | 39' Tielemans 87' Badji                                            |
| 2 oktober 2016 18:00 Stade Maurice Dufrasne Luik                |                                                                                               | 0-1                         | 79' Teodorczyk                                         | Roef Spajić, Kara, Nuytinck, Acheampong Dendoncker, Tielemans, Hanni (75' Capel) Chipciu, Teodorczyk (89' Deschacht), Stanciu (85' Badji)         | 39' Tielemans 87' Badji                                            |
| 16 oktober 2016 18:00 Constant Vanden Stockstadion Anderlecht   | RSC Anderlecht                                                                                | 1-0                         | KSC Lokeren                                            | Roef Spajić (89' Harbaoui), Kara, Nuytinck, Acheampong Dendoncker, Tielemans, Stanciu (59' Capel) Bruno (68' Badji), Teodorczyk, Hanni            | 45+1' Tielemans 90+1' Hanni                                        |
| 16 oktober 2016 18:00 Constant Vanden Stockstadion Anderlecht   | 89' Teodorczyk                                                                                | 1-0                         |                                                        | Roef Spajić (89' Harbaoui), Kara, Nuytinck, Acheampong Dendoncker, Tielemans, Stanciu (59' Capel) Bruno (68' Badji), Teodorczyk, Hanni            | 45+1' Tielemans 90+1' Hanni                                        |
| 23 oktober 2016 14:30 Jan Breydelstadion Brugge                 | Club Brugge                                                                                   | 2-1                         | RSC Anderlecht                                         | Roef Deschacht (67' Harbaoui), Kara, Nuytinck (80' Capel) Sowah, Dendoncker, Tielemans, Acheampong Stanciu (62' Bruno), Teodorczyk, Hanni         | 21' Teodorczyk 35' Nuytinck 72' Kara                               |
| 23 oktober 2016 14:30 Jan Breydelstadion Brugge                 | 9' Vanaken 47' Vormer                                                                         | 1-0 2-0 2-1                 | 87' Teodorczyk                                         | Roef Deschacht (67' Harbaoui), Kara, Nuytinck (80' Capel) Sowah, Dendoncker, Tielemans, Acheampong Stanciu (62' Bruno), Teodorczyk, Hanni         | 21' Teodorczyk 35' Nuytinck 72' Kara                               |
| 26 oktober 2016 20:30 Constant Vanden Stockstadion Anderlecht   | RSC Anderlecht                                                                                | 2-0                         | KV Mechelen                                            | Roef Sowah (85' Deschacht), Dendoncker, Nuytinck, Acheampong Badji, Tielemans, Stanciu Capel, Teodorczyk (78' Harbaoui), Hanni (88' Bruno)        | 5' Roef 33' Capel 41' Sowah 44' Hanni                              |
| 26 oktober 2016 20:30 Constant Vanden Stockstadion Anderlecht   | 31' Teodorczyk 81' Tielemans (pen.)                                                           | 1-0 2-0                     |                                                        | Roef Sowah (85' Deschacht), Dendoncker, Nuytinck, Acheampong Badji, Tielemans, Stanciu Capel, Teodorczyk (78' Harbaoui), Hanni (88' Bruno)        | 5' Roef 33' Capel 41' Sowah 44' Hanni                              |
| 30 oktober 2016 20:00 Freethiel Beveren                         | Waasland-Beveren                                                                              | 2-1                         | RSC Anderlecht                                         | Roef Sowah (77' Bruno), Dendoncker, Nuytinck (58' Harbaoui), Acheampong Badji, Tielemans, Stanciu Capel, Teodorczyk, Hanni                        | 74' Badji 77' Badji 85' Teodorczyk                                 |
| 30 oktober 2016 20:00 Freethiel Beveren                         | 9' Gano 32' Cools                                                                             | 1-0 1-1 2-1                 | 10' Teodorczyk                                         | Roef Sowah (77' Bruno), Dendoncker, Nuytinck (58' Harbaoui), Acheampong Badji, Tielemans, Stanciu Capel, Teodorczyk, Hanni                        | 74' Badji 77' Badji 85' Teodorczyk                                 |
| 6 november 2016 18:00 Constant Vanden Stockstadion Anderlecht   | RSC Anderlecht                                                                                | 1-1                         | KV Oostende                                            | Roef Sowah (77' Harbaoui), Kara, Deschacht (71' Spajić), Acheampong Dendoncker, Tielemans, Stanciu Chipciu, Teodorczyk, Hanni (62' Capel)         |                                                                    |
| 6 november 2016 18:00 Constant Vanden Stockstadion Anderlecht   | 82' Tielemans (pen.)                                                                          | 0-1 1-1                     | 66' Berrier (pen.)                                     | Roef Sowah (77' Harbaoui), Kara, Deschacht (71' Spajić), Acheampong Dendoncker, Tielemans, Stanciu Chipciu, Teodorczyk, Hanni (62' Capel)         |                                                                    |
| 20 november 2016 14:30 Regenboogstadion Waregem                 | Zulte Waregem                                                                                 | 3-2                         | RSC Anderlecht                                         | Roef Spajić, Kara, Nuytinck, Obradović Dendoncker, Tielemans, Stanciu (46' Badji) Chipciu (45' Chipciu), Teodorczyk, Hanni (73' Acheampong)       | 56' Badji 56' Kara 79' Tielemans                                   |
| 20 november 2016 14:30 Regenboogstadion Waregem                 | 9' Cordaro 47' Derijck (own) 49' Leye                                                         | 1-0 1-1 1-2 2-2 3-2         | 14' Teodorczyk 31' Teodorczyk                          | Roef Spajić, Kara, Nuytinck, Obradović Dendoncker, Tielemans, Stanciu (46' Badji) Chipciu (45' Chipciu), Teodorczyk, Hanni (73' Acheampong)       | 56' Badji 56' Kara 79' Tielemans                                   |
| Terugronde                                                      |                                                                                               |                             |                                                        | |                                                                    |
| 27 november 2016 20:00 Constant Vanden Stockstadion Anderlecht  | RSC Anderlecht                                                                                | 7-0                         | Excel Moeskroen                                        | Boeckx Spajić, Kara (56' Najar), Nuytinck, Obradović Dendoncker, Tielemans, Stanciu (74' Acheampong) Bruno, Teodorczy (67' Capel), Hanni          |                                                                    |
| 27 november 2016 20:00 Constant Vanden Stockstadion Anderlecht  | 2' Teodorczyk 21' Hanni 28' Delač (own) 31' Stanciu 76' Tielemans (pen.) 82' Spajić 84' Bruno | 1-0 2-0 3-0 4-0 5-0 6-0 7-0 |                                                        | Boeckx Spajić, Kara (56' Najar), Nuytinck, Obradović Dendoncker, Tielemans, Stanciu (74' Acheampong) Bruno, Teodorczy (67' Capel), Hanni          |                                                                    |
| 4 december 2016 14:30 Guldensporenstadion Kortrijk              | KV Kortrijk                                                                                   | 1-3                         | RSC Anderlecht                                         | Boeckx Spajić, Kara, Nuytinck, Obradović Dendoncker, Tielemans (76' Badji), Stanciu Bruno (62' Chipciu), Teodorczyk, Hanni (88' Acheampong)       | 11' Obradović 35' Stanciu 58' Stanciu 77' Dendoncker 90+1' Chipicu |
| 4 december 2016 14:30 Guldensporenstadion Kortrijk              | 74' Saadi                                                                                     | 0-1 0-2 1-2 1-3             | 29' Stanciu 56' Teodorczyk 83' Obradović               | Boeckx Spajić, Kara, Nuytinck, Obradović Dendoncker, Tielemans (76' Badji), Stanciu Bruno (62' Chipciu), Teodorczyk, Hanni (88' Acheampong)       | 11' Obradović 35' Stanciu 58' Stanciu 77' Dendoncker 90+1' Chipicu |
| 11 december 2016 14:30 Constant Vanden Stockstadion Anderlecht  | RSC Anderlecht                                                                                | 0-0                         | Club Brugge                                            | Boeckx Najar, Kara, Nuytinck, Obradović Dendoncker, Badji (59' Bruno), Tielemans Chipciu, Teodorczyk, Hanni (81' Capel)                           | 50' Badji                                                          |
| 11 december 2016 14:30 Constant Vanden Stockstadion Anderlecht  |                                                                                               |                             |                                                        | Boeckx Najar, Kara, Nuytinck, Obradović Dendoncker, Badji (59' Bruno), Tielemans Chipciu, Teodorczyk, Hanni (81' Capel)                           | 50' Badji                                                          |
| 18 december 2016 20:00 Constant Vanden Stockstadion Anderlecht  | RSC Anderlecht                                                                                | 4-0                         | KAS Eupen                                              | Boeckx Najar, Kara, Nuytinck, Obradović Dendoncker, Tielemans, Stanciu (70' Capel) Bruno (77' Sowah), Teodorczyk, Hanni                           |                                                                    |
| 18 december 2016 20:00 Constant Vanden Stockstadion Anderlecht  | 8' Hanni 21' Dendoncker 61' Dendoncker 90' Hanni                                              | 1-0 2-0 3-0 4-0             |                                                        | Boeckx Najar, Kara, Nuytinck, Obradović Dendoncker, Tielemans, Stanciu (70' Capel) Bruno (77' Sowah), Teodorczyk, Hanni                           |                                                                    |
| 22 december 2016 20:30 Ghelamco Arena Gent                      | AA Gent                                                                                       | 2-3                         | RSC Anderlecht                                         | Boeckx Najar, Kara, Nuytinck (51' Spajić), Obradović Dendoncker, Tielemans, Hanni Chipciu (84' Stanciu), Teodorczyk, Bruno (90+3' Sowah)          | 61' Obradović 87' Kara                                             |
| 22 december 2016 20:30 Ghelamco Arena Gent                      | 25' Milićević 87' Milićević (pen.)                                                            | 1-0 1-1 1-2 1-3 2-3         | 29' Teodorczyk 56' Teodorczyk 74' Chipciu              | Boeckx Najar, Kara, Nuytinck (51' Spajić), Obradović Dendoncker, Tielemans, Hanni Chipciu (84' Stanciu), Teodorczyk, Bruno (90+3' Sowah)          | 61' Obradović 87' Kara                                             |
| 26 december 2016 18:00 Stade du Pays de Charleroi Charleroi     | Sporting Charleroi                                                                            | 0-2                         | RSC Anderlecht                                         | Boeckx Najar, Spajić, Nuytinck, Obradović Dendoncker, Tielemans, Hanni Chipciu (89' Stanciu), Teodorczyk, Bruno (59' Acheampong)                  | 45+1' Tielemans 48' Spajić                                         |
| 26 december 2016 18:00 Stade du Pays de Charleroi Charleroi     |                                                                                               | 0-1 0-2                     | 74' Teodorczyk 85' Acheampong                          | Boeckx Najar, Spajić, Nuytinck, Obradović Dendoncker, Tielemans, Hanni Chipciu (89' Stanciu), Teodorczyk, Bruno (59' Acheampong)                  | 45+1' Tielemans 48' Spajić                                         |
| 22 januari 2017 18:00 Constant Vanden Stockstadion Anderlecht   | RSC Anderlecht                                                                                | 3-1                         | Sint-Truiden                                           | Boeckx Appiah, Spajić, Nuytinck, Obradović Dendoncker, Tielemans, Stanciu Bruno (72' Najar), Teodorczyk (90' Thelin), Chipciu (84' Trebel)        |                                                                    |
| 22 januari 2017 18:00 Constant Vanden Stockstadion Anderlecht   | 31' Tielemans 65' Stanciu 90+2' Tielemans (pen.)                                              | 1-0 2-0 2-1 3-1             | 71' Gerkens                                            | Boeckx Appiah, Spajić, Nuytinck, Obradović Dendoncker, Tielemans, Stanciu Bruno (72' Najar), Teodorczyk (90' Thelin), Chipciu (84' Trebel)        |                                                                    |
| 25 januari 2017 20:30 't Kuipje Westerlo                        | KVC Westerlo                                                                                  | 2-4                         | RSC Anderlecht                                         | Boeckx Appiah, Spajić, Nuytinck (43' Deschacht), Obradović Dendoncker, Trebel, Tielemans Chipciu, Teodorczyk (65' Thelin), Stanciu (81' Bruno)    |                                                                    |
| 25 januari 2017 20:30 't Kuipje Westerlo                        | 10' Strandberg 60' Ganvoula                                                                   | 0-1 1-1 1-2 1-3 1-4 2-4     | 7' Teodorczyk 15' Stanciu 45' Dendoncker 49' Tielemans | Boeckx Appiah, Spajić, Nuytinck (43' Deschacht), Obradović Dendoncker, Trebel, Tielemans Chipciu, Teodorczyk (65' Thelin), Stanciu (81' Bruno)    |                                                                    |
| 29 januari 2017 18:00 Constant Vanden Stockstadion Anderlecht   | RSC Anderlecht                                                                                | 0-0                         | Standard Luik                                          | Boeckx Appiah (64' Bruno), Spajić, Nuytinck, Obradović Dendoncker, Trebel (82' Thelin), Tielemans Chipciu, Teodorczyk, Stanciu (76' Hanni)        | 51' Stanciu 59' Spajić 90+3' Bruno                                 |
| 29 januari 2017 18:00 Constant Vanden Stockstadion Anderlecht   |                                                                                               |                             |                                                        | Boeckx Appiah (64' Bruno), Spajić, Nuytinck, Obradović Dendoncker, Trebel (82' Thelin), Tielemans Chipciu, Teodorczyk, Stanciu (76' Hanni)        | 51' Stanciu 59' Spajić 90+3' Bruno                                 |
| 3 februari 2017 20:30 Daknamstadion Lokeren                     | KSC Lokeren                                                                                   | 0-0                         | RSC Anderlecht                                         | Boeckx Sowah, Spajić, Nuytinck, Obradović Dendoncker, Trebel, Tielemans Chipciu (73' Bruno), Teodorczyk, Stanciu (66' Hanni)                      | 62' Teodorczyk                                                     |
| 3 februari 2017 20:30 Daknamstadion Lokeren                     |                                                                                               |                             |                                                        | Boeckx Sowah, Spajić, Nuytinck, Obradović Dendoncker, Trebel, Tielemans Chipciu (73' Bruno), Teodorczyk, Stanciu (66' Hanni)                      | 62' Teodorczyk                                                     |
| 12 februari 2017 14:30 Constant Vanden Stockstadion Anderlecht  | RSC Anderlecht                                                                                | 4-2                         | Zulte Waregem                                          | Boeckx Appiah (70' Spajić), Kara, Nuytinck, Obradović Dendoncker, Tielemans, Hanni (90+2' Deschacht) Chipciu, Teodorczyk, Bruno (62' Trebel)      | 31' Chipciu                                                        |
| 12 februari 2017 14:30 Constant Vanden Stockstadion Anderlecht  | 22' Hanni 42' Bruno 46' Tielemans 90+1' Chipciu                                               | 0-1 1-1 2-1 3-1 3-2 4-2     | 2' Leye 53' Leye (pen.)                                | Boeckx Appiah (70' Spajić), Kara, Nuytinck, Obradović Dendoncker, Tielemans, Hanni (90+2' Deschacht) Chipciu, Teodorczyk, Bruno (62' Trebel)      | 31' Chipciu                                                        |
| 19 februari 2017 18:00 Versluys Arena Oostende                  | KV Oostende                                                                                   | 1-4                         | RSC Anderlecht                                         | Boeckx Najar, Kara (46' Spajić), Nuytinck, Obradović Dendoncker, Trebel, Hanni (59' Tielemans) Chipciu, Teodorczyk, Bruno (65' Acheampong)        | 23' Hanni 62' Nuytinck 90+2' Teodorczyk                            |
| 19 februari 2017 18:00 Versluys Arena Oostende                  | 24' Dimata (pen.)                                                                             | 0-1 1-1 1-2 1-3 1-4         | 2' Hanni 67' Tielemans 69' Tielemans 90' Teodorczyk    | Boeckx Najar, Kara (46' Spajić), Nuytinck, Obradović Dendoncker, Trebel, Hanni (59' Tielemans) Chipciu, Teodorczyk, Bruno (65' Acheampong)        | 23' Hanni 62' Nuytinck 90+2' Teodorczyk                            |
| 26 februari 2017 18:00 Constant Vanden Stockstadion Anderlecht  | RSC Anderlecht                                                                                | 2-0                         | KRC Genk                                               | Boeckx Najar, Kara, Nuytinck, Obradović Dendoncker, Tielemans, Hanni Chipciu (64' Trebel), Thelin (90' Acheampong), Bruno (85' Stanciu)           | 58' Tielemans                                                      |
| 26 februari 2017 18:00 Constant Vanden Stockstadion Anderlecht  | 32' Kara 50' Tielemans                                                                        | 1-0 2-0                     |                                                        | Boeckx Najar, Kara, Nuytinck, Obradović Dendoncker, Tielemans, Hanni Chipciu (64' Trebel), Thelin (90' Acheampong), Bruno (85' Stanciu)           | 58' Tielemans                                                      |
| 4 maart 2017 20:00 Achter de Kazerne Mechelen                   | KV Mechelen                                                                                   | 3-2                         | RSC Anderlecht                                         | Boeckx Najar, Spajić, Nuytinck (87' Thelin), Obradović (84' Deschacht) Dendoncker, Trebel, Hanni Chipciu (54' Acheampong), Teodorczyk, Bruno      | 43' Teodorczyk 64' Trebel 66' Dendoncker                           |
| 4 maart 2017 20:00 Achter de Kazerne Mechelen                   | 27' De Witte (pen.) 31' Vanlerberghe 85' Matthys                                              | 1-0 2-0 2-1 2-2 3-2         | 54' Teodorczyk 71' Nuytinck                            | Boeckx Najar, Spajić, Nuytinck (87' Thelin), Obradović (84' Deschacht) Dendoncker, Trebel, Hanni Chipciu (54' Acheampong), Teodorczyk, Bruno      | 43' Teodorczyk 64' Trebel 66' Dendoncker                           |
| 12 maart 2017 14:30 Constant Vanden Stockstadion Anderlecht     | RSC Anderlecht                                                                                | 3-0                         | Waasland-Beveren                                       | Boeckx Appiah, Kara, Spajić, Obradović (71' Deschacht) Dendoncker, Tielemans (58' Trebel), Stanciu Bruno, Teodorczyk (58' Thelin), Hanni          |                                                                    |
| 12 maart 2017 14:30 Constant Vanden Stockstadion Anderlecht     | 3' Bruno 36' Teodorczyk 41' Kara                                                              | 1-0 2-0 3-0                 |                                                        | Boeckx Appiah, Kara, Spajić, Obradović (71' Deschacht) Dendoncker, Tielemans (58' Trebel), Stanciu Bruno, Teodorczyk (58' Thelin), Hanni          |                                                                    |
| Play-off I                                                      |                                                                                               |                             |                                                        | |                                                                    |
| 31 maart 2017 20:30 Regenboogstadion Waregem                    | Zulte Waregem                                                                                 | 1-2                         | RSC Anderlecht                                         | Boeckx Spajić, Kara, Nuytinck, Obradović Dendoncker, Trebel (84' Thelin), Tielemans (89' Deschacht) Chipciu (81' Acheampong), Teodorczyk, Hanni   | 77' Kara                                                           |
| 31 maart 2017 20:30 Regenboogstadion Waregem                    | 63' Dalsgaard                                                                                 | 0-1 1-1 1-2                 | 20' Chipciu 72' Tielemans                              | Boeckx Spajić, Kara, Nuytinck, Obradović Dendoncker, Trebel (84' Thelin), Tielemans (89' Deschacht) Chipciu (81' Acheampong), Teodorczyk, Hanni   | 77' Kara                                                           |
| 9 april 2017 18:00 Constant Vanden Stockstadion Anderlecht      | RSC Anderlecht                                                                                | 0-0                         | AA Gent                                                | Boeckx Appiah, Kara, Spajić, Obradović Dendoncker, Tielemans, Stanciu (67' Bruno) Chipciu, Teodorczyk (72' Thelin), Hanni                         | 89' Obradović                                                      |
| 9 april 2017 18:00 Constant Vanden Stockstadion Anderlecht      |                                                                                               |                             |                                                        | Boeckx Appiah, Kara, Spajić, Obradović Dendoncker, Tielemans, Stanciu (67' Bruno) Chipciu, Teodorczyk (72' Thelin), Hanni                         | 89' Obradović                                                      |
| 16 april 2017 18:00 Versluys Arena Oostende                     | KV Oostende                                                                                   | 0-1                         | RSC Anderlecht                                         | Boeckx Appiah, Kara, Spajić, Obradović Dendoncker, Trebel, Tielemans (87' Nuytinck) Chipciu (69' Acheampong), Teodorczyk (73' Thelin), Hanni      | 29' Teodorczyk 45+2' Trebel 57' Spajić 60' Kara                    |
| 16 april 2017 18:00 Versluys Arena Oostende                     |                                                                                               | 0-1                         | 48' Hanni                                              | Boeckx Appiah, Kara, Spajić, Obradović Dendoncker, Trebel, Tielemans (87' Nuytinck) Chipciu (69' Acheampong), Teodorczyk (73' Thelin), Hanni      | 29' Teodorczyk 45+2' Trebel 57' Spajić 60' Kara                    |
| 23 april 2017 18:00 Constant Vanden Stockstadion Anderlecht     | RSC Anderlecht                                                                                | 2-0                         | Club Brugge                                            | Boeckx Appiah, Kara, Spajić, Obradović (90+2' Deschacht) Dendoncker, Trebel, Tielemans Chipciu, Teodorczyk (74' Thelin), Hanni (87' Acheampong)   | 28' Dendoncker 39' Teodorczyk                                      |
| 23 april 2017 18:00 Constant Vanden Stockstadion Anderlecht     | 21' Dendoncker 34' Kara                                                                       | 1-0 2-0                     |                                                        | Boeckx Appiah, Kara, Spajić, Obradović (90+2' Deschacht) Dendoncker, Trebel, Tielemans Chipciu, Teodorczyk (74' Thelin), Hanni (87' Acheampong)   | 28' Dendoncker 39' Teodorczyk                                      |
| 27 april 2017 20:30 Constant Vanden Stockstadion Anderlecht     | RSC Anderlecht                                                                                | 0-1                         | Sporting Charleroi                                     | Boeckx Appiah (83' Thelin), Kara, Spajić, Obradović Dendoncker, Trebel (57' Acheampong), Tielemans (65' Stanciu) Chipciu, Teodorczyk, Hanni       | 34' Trebel 61' Tielemans                                           |
| 27 april 2017 20:30 Constant Vanden Stockstadion Anderlecht     |                                                                                               | 0-1                         | 42' Harbaoui                                           | Boeckx Appiah (83' Thelin), Kara, Spajić, Obradović Dendoncker, Trebel (57' Acheampong), Tielemans (65' Stanciu) Chipciu, Teodorczyk, Hanni       | 34' Trebel 61' Tielemans                                           |
| 30 april 2017 14:30 Ghelamco Arena Gent                         | AA Gent                                                                                       | 0-0                         | RSC Anderlecht                                         | Boeckx Appiah, Kara, Spajić, Obradović Dendoncker, Trebel (66' Tielemans), Hanni Chipciu, Teodorczyk (72' Thelin), Acheampong (86' Bruno)         | 9' Spajić 45+1' Kara 90+3' Chipciu                                 |
| 30 april 2017 14:30 Ghelamco Arena Gent                         |                                                                                               |                             |                                                        | Boeckx Appiah, Kara, Spajić, Obradović Dendoncker, Trebel (66' Tielemans), Hanni Chipciu, Teodorczyk (72' Thelin), Acheampong (86' Bruno)         | 9' Spajić 45+1' Kara 90+3' Chipciu                                 |
| 7 mei 2017 18:00 Constant Vanden Stockstadion Anderlecht        | RSC Anderlecht                                                                                | 2-0                         | Zulte Waregem                                          | Boeckx Appiah, Spajić, Nuytinck, Obradović Dendoncker, Tielemans, Hanni Chipciu (90' Deschacht), Teodorczyk (76' Thelin), Acheampong (46' Trebel) | 71' Trebel                                                         |
| 7 mei 2017 18:00 Constant Vanden Stockstadion Anderlecht        | 15' Chipciu 90+2' Thelin                                                                      | 1-0 2-0                     |                                                        | Boeckx Appiah, Spajić, Nuytinck, Obradović Dendoncker, Tielemans, Hanni Chipciu (90' Deschacht), Teodorczyk (76' Thelin), Acheampong (46' Trebel) | 71' Trebel                                                         |
| 14 mei 2017 18:00 Jan Breydelstadion Brugge                     | Club Brugge                                                                                   | 1-1                         | RSC Anderlecht                                         | Boeckx Appiah, Kara, Spajić, Obradović Dendoncker, Tielemans, Hanni Chipciu (90+4' Bruno), Thelin (54' Teodorczyk), Acheampong (90+1' Nuytinck)   | 39' Kara 73' Hanni 76' Chipciu 81' Appiah 90+1' Acheampong         |
| 14 mei 2017 18:00 Jan Breydelstadion Brugge                     | 36' Vormer                                                                                    | 0-1 1-1                     | 9' Hanni                                               | Boeckx Appiah, Kara, Spajić, Obradović Dendoncker, Tielemans, Hanni Chipciu (90+4' Bruno), Thelin (54' Teodorczyk), Acheampong (90+1' Nuytinck)   | 39' Kara 73' Hanni 76' Chipciu 81' Appiah 90+1' Acheampong         |
| 18 mei 2017 20:30 Stade du Pays de Charleroi Charleroi          | Sporting Charleroi                                                                            | 1-3                         | RSC Anderlecht                                         | Boeckx Appiah, Kara, Spajić, Obradović Dendoncker, Trebel, Tielemans (58' Acheampong) Chipciu (77' Bruno), Teodorczyk (86' Thelin), Hanni         | 84' Hanni                                                          |
| 18 mei 2017 20:30 Stade du Pays de Charleroi Charleroi          | 27' Bedia                                                                                     | 1-0 1-1 1-2 1-3             | 59' Teodorczyk 81' Teodorczyk 87' Bruno                | Boeckx Appiah, Kara, Spajić, Obradović Dendoncker, Trebel, Tielemans (58' Acheampong) Chipciu (77' Bruno), Teodorczyk (86' Thelin), Hanni         | 84' Hanni                                                          |
| 21 mei 2017 14:30 Constant Vanden Stockstadion Anderlecht       | RSC Anderlecht                                                                                | 3-2                         | KV Oostende                                            | Rubén Appiah, Dendoncker, Deschacht, Obradović Tielemans (55' Hanni), Trebel, Stanciu Bruno (60' Thelin), Teodorczyk, Capel (46' Acheampong)      |                                                                    |
| 21 mei 2017 14:30 Constant Vanden Stockstadion Anderlecht       | 42' Rozehnal (own) 64' Dendoncker 78' Acheampong                                              | 0-1 1-1 2-1 2-2 3-2         | 28' Milić 68' Akpala                                   | Rubén Appiah, Dendoncker, Deschacht, Obradović Tielemans (55' Hanni), Trebel, Stanciu Bruno (60' Thelin), Teodorczyk, Capel (46' Acheampong)      |                                                                    |

### Overzicht
| Speeldag  | 1 | 2 | 3 | 4 | 5 | 6  | 7  | 8  | 9  | 10 | 11 | 12 | 13 | 14 | 15 | 16 | 17 | 18 | 19 | 20 | 21 | 22 | 23 | 24 | 25 | 26 | 27 | 28 | 29 | 30 |  | 1  | 2  | 3  | 4  | 5  | 6  | 7  | 8  | 9  | 10 |
| --------- | - | - | - | - | - | -- | -- | -- | -- | -- | -- | -- | -- | -- | -- | -- | -- | -- | -- | -- | -- | -- | -- | -- | -- | -- | -- | -- | -- | -- |  | -- | -- | -- | -- | -- | -- | -- | -- | -- | -- |
| Resultaat | w | w | g | g | g | w  | w  | v  | w  | w  | v  | w  | v  | g  | v  | w  | w  | g  | w  | w  | w  | w  | w  | g  | g  | w  | w  | w  | v  | w  |  | w  | g  | w  | w  | v  | g  | w  | g  | w  | w  |
| Punten    | 3 | 6 | 7 | 8 | 9 | 12 | 15 | 15 | 18 | 21 | 21 | 24 | 24 | 25 | 25 | 28 | 31 | 32 | 35 | 38 | 41 | 44 | 47 | 48 | 49 | 52 | 55 | 58 | 58 | 61 |  | 34 | 35 | 38 | 41 | 41 | 42 | 45 | 46 | 49 | 52 |
| Positie   | 3 | 1 | 2 | 2 | 5 | 2  | 2  | 2  | 2  | 1  | 2  | 2  | 2  | 2  | 6  | 6  | 3  | 3  | 3  | 3  | 2  | 2  | 2  | 2  | 2  | 2  | 2  | 2  | 2  | 1  |  | 1  | 1  | 1  | 1  | 1  | 1  | 1  | 1  | 1  | 1  |

### Klassement

#### Reguliere competitie
| Pos | Team               | Wed | W  | G  | V  | Ptn | DV | DT | +/− |       |
| --- | ------------------ | --- | -- | -- | -- | --- | -- | -- | --- | ----- |
| 1   | RSC Anderlecht     | 30  | 18 | 7  | 5  | 61  | 67 | 30 | +37 | PO I  |
| 2   | Club Brugge        | 30  | 18 | 5  | 7  | 59  | 56 | 24 | +32 | PO I  |
| 3   | Zulte Waregem      | 30  | 15 | 9  | 6  | 54  | 47 | 40 | +7  | PO I  |
| 4   | KAA Gent           | 30  | 14 | 8  | 8  | 50  | 45 | 29 | +16 | PO I  |
| 5   | KV Oostende        | 30  | 14 | 8  | 8  | 50  | 52 | 37 | +15 | PO I  |
| 6   | Sporting Charleroi | 30  | 13 | 10 | 7  | 49  | 33 | 31 | +2  | PO I  |
| 7   | KV Mechelen        | 30  | 14 | 6  | 10 | 48  | 41 | 36 | +5  | PO II |

PO I: Play-off I, PO II: Play-off II, : Degradeert na dit seizoen naar Eerste Klasse B

#### Play-off I
| Pos | Team               | Wed | W | G | V | Ptn | DV | DT | +/− |                             |
| --- | ------------------ | --- | - | - | - | --- | -- | -- | --- | --------------------------- |
| 1   | RSC Anderlecht     | 10  | 6 | 3 | 1 | 52  | 14 | 6  | +8  | Groepsfase Champions League |
| 2   | Club Brugge        | 10  | 4 | 3 | 3 | 45  | 16 | 14 | +2  | Voorrondes Champions League |
| 3   | KAA Gent           | 10  | 4 | 4 | 2 | 41  | 16 | 11 | +5  | Voorrondes Europa League    |
| 4   | KV Oostende        | 10  | 3 | 3 | 4 | 37  | 14 | 17 | −3  | Barrage tegen winnaar PO II |
| 5   | Sporting Charleroi | 10  | 2 | 4 | 4 | 35  | 10 | 13 | −3  |                             |
| 6   | SV Zulte Waregem   | 10  | 1 | 3 | 6 | 33  | 12 | 21 | −9  | Groepsfase Europa League    |

1. ↑  SV Zulte Waregem kwalificeerde zich voor de groepsfase van de Europa League na winst van de Beker van België 2016-17.

### Statistieken
| Nr. | Naam               | GW |    |   |   |   |    |    |
| --- | ------------------ | -- | -- | - | - | - | -- | -- |
| 1   | Davy Roef          | 15 | 0  | 1 | 0 | 0 | 0  | 0  |
| 1   | Rubén              | 1  | 0  | 0 | 0 | 0 | 0  | 0  |
| 3   | Olivier Deschacht  | 16 | 0  | 1 | 0 | 0 | 11 | 3  |
| 4   | Kara Mbodj         | 29 | 4  | 9 | 0 | 0 | 0  | 2  |
| 5   | Sebastian De Maio  | 2  | 0  | 1 | 0 | 0 | 0  | 0  |
| 5   | Uroš Spajić        | 28 | 1  | 5 | 0 | 0 | 4  | 1  |
| 7   | Andy Najar         | 9  | 0  | 0 | 0 | 0 | 2  | 0  |
| 8   | Stéphane Badji     | 10 | 0  | 4 | 1 | 0 | 4  | 3  |
| 9   | Hamdi Harbaoui     | 8  | 1  | 0 | 0 | 0 | 7  | 1  |
| 10  | Dennis Praet       | 1  | 0  | 0 | 0 | 0 | 1  | 0  |
| 10  | Massimo Bruno      | 28 | 4  | 1 | 0 | 0 | 15 | 10 |
| 11  | Alexandru Chipciu  | 32 | 5  | 4 | 0 | 0 | 1  | 14 |
| 12  | Dennis Appiah      | 17 | 0  | 1 | 0 | 0 | 0  | 3  |
| 14  | Bram Nuytinck      | 30 | 1  | 4 | 0 | 0 | 2  | 6  |
| 16  | Steven Defour      | 2  | 1  | 0 | 0 | 0 | 1  | 0  |
| 17  | Diego Capel        | 15 | 1  | 1 | 0 | 0 | 10 | 3  |
| 18  | Frank Acheampong   | 29 | 3  | 2 | 0 | 0 | 12 | 5  |
| 19  | Oswal Álvarez      | 0  | 0  | 0 | 0 | 0 | 0  | 0  |
| 21  | Fabrice N'Sakala   | 2  | 0  | 0 | 0 | 0 | 0  | 2  |
| 22  | Idrissa Doumbia    | 2  | 0  | 0 | 0 | 0 | 1  | 1  |
| 23  | Frank Boeckx       | 24 | 0  | 0 | 0 | 0 | 0  | 0  |
| 24  | Michaël Heylen     | 2  | 0  | 0 | 0 | 0 | 2  | 0  |
| 24  | Isaac Kiese Thelin | 16 | 1  | 0 | 0 | 0 | 14 | 2  |
| 25  | Adrien Trebel      | 17 | 0  | 4 | 0 | 0 | 5  | 4  |
| 26  | Idrissa Sylla      | 4  | 3  | 1 | 0 | 0 | 3  | 1  |
| 27  | Mahmoud Hassan     | 1  | 0  | 0 | 0 | 0 | 1  | 0  |
| 31  | Youri Tielemans    | 37 | 13 | 6 | 0 | 0 | 2  | 9  |
| 32  | Leander Dendoncker | 40 | 5  | 4 | 0 | 0 | 0  | 0  |
| 37  | Ivan Obradović     | 26 | 1  | 3 | 0 | 0 | 0  | 3  |
| 40  | Wout Faes          | 0  | 0  | 0 | 0 | 0 | 0  | 0  |
| 41  | Emmanuel Sowah     | 9  | 0  | 1 | 0 | 0 | 4  | 3  |
| 45  | Mile Svilar        | 0  | 0  | 0 | 0 | 0 | 0  | 0  |
| 47  | Andy Kawaya        | 0  | 0  | 0 | 0 | 0 | 0  | 0  |
| 49  | Jorn Vancamp       | 1  | 0  | 0 | 0 | 0 | 1  | 0  |
| 50  | Liam Bossin        | 0  | 0  | 0 | 0 | 0 | 0  | 0  |
| 73  | Nicolae Stanciu    | 24 | 4  | 2 | 1 | 0 | 4  | 12 |
| 77  | Nathan Kabasele    | 1  | 0  | 0 | 0 | 0 | 1  | 0  |
| 91  | Łukasz Teodorczyk  | 38 | 22 | 8 | 0 | 0 | 2  | 16 |
| 94  | Sofiane Hanni      | 38 | 10 | 5 | 0 | 0 | 3  | 11 |

## Europees

### Wedstrijden
| UEFA Champions League                                           |                                                                                         |                             |                                               | |                                                |
| Wedstrijddetails                                                | Thuisploeg                                                                              | Uitslag                     | Uitploeg                                      | Opstelling | Kaarten                                        |
| Derde voorronde                                                 |                                                                                         |                             |                                               | |                                                |
| 26 juli 2016 20:30 Olimp-2 Rostov aan de Don                    | FK Rostov                                                                               | 2-2                         | RSC Anderlecht                                | Roef Appiah, De Maio, Nuytinck, N'Sakala Dendoncker, Defour (90+4' Heylen), Tielemans Chipciu (69' Acheampong), Sylla, Hanni (81' Hassan)      | 19' Chipciu 65' Sylla 80' Acheampong           |
| 26 juli 2016 20:30 Olimp-2 Rostov aan de Don                    | 16' Ezatolahi 60' Poloz (pen.)                                                          | 0-1 1-1 1-2 2-2             | 3' Hanni 52' Tielemans                        | Roef Appiah, De Maio, Nuytinck, N'Sakala Dendoncker, Defour (90+4' Heylen), Tielemans Chipciu (69' Acheampong), Sylla, Hanni (81' Hassan)      | 19' Chipciu 65' Sylla 80' Acheampong           |
| 3 augustus 2016 20:45 Constant Vanden Stockstadion Anderlecht   | RSC Anderlecht                                                                          | 0-2                         | FK Rostov                                     | Roef Appiah, De Maio, Nuytinck (61' Kabasele), N'Sakala (54' Acheampong) Dendoncker, Defour, Tielemans Chipciu, Sylla, Hanni (77' Hassan)      | 45+2' Sylla                                    |
| 3 augustus 2016 20:45 Constant Vanden Stockstadion Anderlecht   |                                                                                         | 0-1 0-2                     | 27' Noboa 47' Azmoun                          | Roef Appiah, De Maio, Nuytinck (61' Kabasele), N'Sakala (54' Acheampong) Dendoncker, Defour, Tielemans Chipciu, Sylla, Hanni (77' Hassan)      | 45+2' Sylla                                    |
| UEFA Europa League                                              |                                                                                         |                             |                                               | |                                                |
| Wedstrijddetails                                                | Thuisploeg                                                                              | Uitslag                     | Uitploeg                                      | Opstelling | Kaarten                                        |
| Play-offs                                                       |                                                                                         |                             |                                               | |                                                |
| 18 augustus 2016 19:00 Eden Aréna Praag                         | Slavia Praag                                                                            | 0-3                         | RSC Anderlecht                                | Roef Appiah (74' Heylen), Dendoncker, Nuytinck, N'Sakala Chipciu, Tielemans, Praet (69' Badji), Hanni Sylla (79' Capel), Teodorczyk            |                                                |
| 18 augustus 2016 19:00 Eden Aréna Praag                         |                                                                                         | 0-1 0-2 0-3                 | 50' Sylla 62' Teodorczyk 72' Hanni            | Roef Appiah (74' Heylen), Dendoncker, Nuytinck, N'Sakala Chipciu, Tielemans, Praet (69' Badji), Hanni Sylla (79' Capel), Teodorczyk            |                                                |
| 25 augustus 2016 20:00 Constant Vanden Stockstadion Anderlecht  | RSC Anderlecht                                                                          | 3-0                         | Slavia Praag                                  | Roef Heylen, Dendoncker, Nuytinck, Acheampong Badji, Tielemans (63' Doumbia), Hanni (71' Sowah) Chipciu, Teodorczyk (57' Sylla), Capel         | 80' Chipciu 82' Sylla                          |
| 25 augustus 2016 20:00 Constant Vanden Stockstadion Anderlecht  | 23' Tielemans (pen.) 41' Teodorczyk (pen.) 62' Heylen                                   | 1-0 2-0 3-0                 |                                               | Roef Heylen, Dendoncker, Nuytinck, Acheampong Badji, Tielemans (63' Doumbia), Hanni (71' Sowah) Chipciu, Teodorczyk (57' Sylla), Capel         | 80' Chipciu 82' Sylla                          |
| Groepsfase                                                      |                                                                                         |                             |                                               | |                                                |
| 15 september 2016 19:00 Constant Vanden Stockstadion Anderlecht | RSC Anderlecht                                                                          | 3-1                         | Qäbälä PFK                                    | Roef Spajić, Kara, Nuytinck, Acheampong Dendoncker, Tielemans (18' Badji), Stanciu Chipciu (73' Capel), Teodorczyk (80' Harbaoui), Hanni       | 56' Spajić                                     |
| 15 september 2016 19:00 Constant Vanden Stockstadion Anderlecht | 14' Teodorczyk 41' Santos (own) 77' Capel                                               | 1-0 1-1 2-1 3-1             | 20' Dabo                                      | Roef Spajić, Kara, Nuytinck, Acheampong Dendoncker, Tielemans (18' Badji), Stanciu Chipciu (73' Capel), Teodorczyk (80' Harbaoui), Hanni       | 56' Spajić                                     |
| 29 september 2016 21:05 Stade Geoffroy-Guichard Saint-Étienne   | AS Saint-Étienne                                                                        | 1-1                         | RSC Anderlecht                                | Roef Spajić, Kara, Nuytinck, Acheampong Dendoncker, Tielemans, Stanciu (82' Capel) Chipciu, Teodorczyk (69' Harbaoui), Hanni (75' Badji)       | 5' Nuytinck 58' Teodorczyk                     |
| 29 september 2016 21:05 Stade Geoffroy-Guichard Saint-Étienne   | 90+4' Roux                                                                              | 0-1 1-1                     | 62' Tielemans (pen.)                          | Roef Spajić, Kara, Nuytinck, Acheampong Dendoncker, Tielemans, Stanciu (82' Capel) Chipciu, Teodorczyk (69' Harbaoui), Hanni (75' Badji)       | 5' Nuytinck 58' Teodorczyk                     |
| 20 oktober 2016 21:05 Opel Arena Mainz                          | FSV Mainz 05                                                                            | 1-1                         | RSC Anderlecht                                | Roef Deschacht, Kara, Nuytinck Sowah (82' Bruno), Dendoncker, Tielemans, Acheampong Stanciu (60' Capel), Teodorczyk (76' Badji), Hanni         | 22' Hanni 54' Nuytinck 70' Deschacht 90' Capel |
| 20 oktober 2016 21:05 Opel Arena Mainz                          | 10' Mallı (pen.)                                                                        | 1-0 1-1                     | 65' Teodorczyk                                | Roef Deschacht, Kara, Nuytinck Sowah (82' Bruno), Dendoncker, Tielemans, Acheampong Stanciu (60' Capel), Teodorczyk (76' Badji), Hanni         | 22' Hanni 54' Nuytinck 70' Deschacht 90' Capel |
| 3 november 2016 19:00 Constant Vanden Stockstadion Anderlecht   | RSC Anderlecht                                                                          | 6-1                         | FSV Mainz 05                                  | Roef Sowah, Kara, Deschacht, Acheampong Dendoncker, Tielemans (89' Bruno), Stanciu (67' Badji) Chipciu (56' Capel), Teodorczyk, Hanni          | 68' Acheampong                                 |
| 3 november 2016 19:00 Constant Vanden Stockstadion Anderlecht   | 9' Stanciu 41' Stanciu 62' Tielemans 89' Teodorczyk 90+2' Bruno 90+4' Teodorczyk (pen.) | 1-0 1-1 2-1 3-1 4-1 5-1 6-1 | 15' De Blasis                                 | Roef Sowah, Kara, Deschacht, Acheampong Dendoncker, Tielemans (89' Bruno), Stanciu (67' Badji) Chipciu (56' Capel), Teodorczyk, Hanni          | 68' Acheampong                                 |
| 24 november 2016 17:00 Bakcell Arena Bakoe                      | Qäbälä PFK                                                                              | 1-3                         | RSC Anderlecht                                | Boeckx Sowah, Spajić, Nuytinck, Obradović Dendoncker, Tielemans, Stanciu (70' Hanni) Capel (60' Bruno), Teodorczyk, Acheampong (90+4' Doumbia) | 28' Sowah 42' Dendoncker 72' Boeckx            |
| 24 november 2016 17:00 Bakcell Arena Bakoe                      | 15' Ricardinho (pen.)                                                                   | 0-1 1-1 1-2 1-3             | 10' Tielemans 90' Bruno 90+3' Teodorczyk      | Boeckx Sowah, Spajić, Nuytinck, Obradović Dendoncker, Tielemans, Stanciu (70' Hanni) Capel (60' Bruno), Teodorczyk, Acheampong (90+4' Doumbia) | 28' Sowah 42' Dendoncker 72' Boeckx            |
| 8 december 2016 19:00 Constant Vanden Stockstadion Anderlecht   | RSC Anderlecht                                                                          | 2-3                         | AS Saint-Étienne                              | Roef Sowah, Spajić, Nuytinck, Obradović Dendoncker, Badji, Stanciu Chipciu (60' Najar), Vancamp (60' Teodorczyk), Acheampong (66' Hanni)       | 53' Vancamp 87' Hanni 87' Teodorczyk 90' Sowah |
| 8 december 2016 19:00 Constant Vanden Stockstadion Anderlecht   | 21' Chipciu 31' Stanciu                                                                 | 1-0 2-0 2-1 2-2 2-3         | 62' Søderlund 67' Søderlund 74' Monnet-Paquet | Roef Sowah, Spajić, Nuytinck, Obradović Dendoncker, Badji, Stanciu Chipciu (60' Najar), Vancamp (60' Teodorczyk), Acheampong (66' Hanni)       | 53' Vancamp 87' Hanni 87' Teodorczyk 90' Sowah |
| 1/16 finale                                                     |                                                                                         |                             |                                               | |                                                |
| 16 februari 2017 21:05 Constant Vanden Stockstadion Anderlecht  | RSC Anderlecht                                                                          | 2-0                         | Zenit Sint-Petersburg                         | Rubén Najar, Spajić, Deschacht, Obradović Dendoncker, Tielemans, Stanciu (74' Hanni) Bruno, Thelin (80' Teodorczyk), Acheampong (60' Chipciu)  | 17' Tielemans 19' Thelin                       |
| 16 februari 2017 21:05 Constant Vanden Stockstadion Anderlecht  | 5' Acheampong 31' Acheampong                                                            | 1-0 2-0                     |                                               | Rubén Najar, Spajić, Deschacht, Obradović Dendoncker, Tielemans, Stanciu (74' Hanni) Bruno, Thelin (80' Teodorczyk), Acheampong (60' Chipciu)  | 17' Tielemans 19' Thelin                       |
| 23 februari 2017 19:00 Petrovski Sint-Petersburg                | Zenit Sint-Petersburg                                                                   | 3-1                         | RSC Anderlecht                                | Rubén Najar, Spajić, Deschacht, Obradović Tielemans, Dendoncker, Stanciu (73' Bruno) Chipciu (84' Nuytinck), Thelin, Acheampong (89' Capel)    | 29' Tielemans 81' Acheampong 90+2' Dendoncker  |
| 23 februari 2017 19:00 Petrovski Sint-Petersburg                | 24' Giuliano 72' Dzyuba 78' Giuliano                                                    | 1-0 2-0 3-0 3-1             | 90' Thelin                                    | Rubén Najar, Spajić, Deschacht, Obradović Tielemans, Dendoncker, Stanciu (73' Bruno) Chipciu (84' Nuytinck), Thelin, Acheampong (89' Capel)    | 29' Tielemans 81' Acheampong 90+2' Dendoncker  |
| 1/8 finale                                                      |                                                                                         |                             |                                               | |                                                |
| 9 maart 2017 19:00 New GSP Stadium Nicosia                      | APOEL Nicosia                                                                           | 0-1                         | RSC Anderlecht                                | Rubén Appiah, Spajić, Nuytinck, Najar Tielemans, Dendoncker, Stanciu (81' Acheampong) Chipciu (88' Bruno), Teodorczyk (59' Thelin), Hanni      | 63' Appiah 78' Thelin 86' Chipciu 86' Spajić   |
| 9 maart 2017 19:00 New GSP Stadium Nicosia                      |                                                                                         | 0-1                         | 29' Stanciu                                   | Rubén Appiah, Spajić, Nuytinck, Najar Tielemans, Dendoncker, Stanciu (81' Acheampong) Chipciu (88' Bruno), Teodorczyk (59' Thelin), Hanni      | 63' Appiah 78' Thelin 86' Chipciu 86' Spajić   |
| 16 maart 2017 21:05 Constant Vanden Stockstadion Anderlecht     | RSC Anderlecht                                                                          | 1-0                         | APOEL Nicosia                                 | Rubén Appiah, Kara, Spajić, Najar Tielemans, Dendoncker, Stanciu (64' Acheampong) Chipciu (89' Bruno), Teodorczyk (75' Thelin), Hanni          | 5' Najar 38' Kara                              |
| 16 maart 2017 21:05 Constant Vanden Stockstadion Anderlecht     | 65' Acheampong                                                                          | 1-0                         |                                               | Rubén Appiah, Kara, Spajić, Najar Tielemans, Dendoncker, Stanciu (64' Acheampong) Chipciu (89' Bruno), Teodorczyk (75' Thelin), Hanni          | 5' Najar 38' Kara                              |
| Kwartfinale                                                     |                                                                                         |                             |                                               | |                                                |
| 13 april 2017 21:05 Constant Vanden Stockstadion Anderlecht     | RSC Anderlecht                                                                          | 1-1                         | Manchester United                             | Rubén Appiah, Kara, Nuytinck, Obradović Tielemans, Dendoncker, Stanciu (65' Hanni) Bruno (58' Chipciu), Thelin (75' Teodorczyk), Acheampong    | 67' Obradović                                  |
| 13 april 2017 21:05 Constant Vanden Stockstadion Anderlecht     | 86' Dendoncker                                                                          | 0-1 1-1                     | 36' Mkhitaryan                                | Rubén Appiah, Kara, Nuytinck, Obradović Tielemans, Dendoncker, Stanciu (65' Hanni) Bruno (58' Chipciu), Thelin (75' Teodorczyk), Acheampong    | 67' Obradović                                  |
| 20 april 2017 21:05 Old Trafford Manchester                     | Manchester United                                                                       | 2-1                         | RSC Anderlecht                                | Rubén Appiah, Kara, Spajić, Obradović Tielemans, Dendoncker, Hanni (64' Stanciu) Chipciu (64' Bruno), Teodorczyk (79' Thelin), Acheampong      | 11' Tielemans 97' Appiah                       |
| 20 april 2017 21:05 Old Trafford Manchester                     | 10' Mkhitaryan 107' Rashford                                                            | 1-0 1-1 2-1                 | 32' Hanni                                     | Rubén Appiah, Kara, Spajić, Obradović Tielemans, Dendoncker, Hanni (64' Stanciu) Chipciu (64' Bruno), Teodorczyk (79' Thelin), Acheampong      | 11' Tielemans 97' Appiah                       |

### Statistieken
| Nr. | Naam               | GW |   |   |   |   |   |   |
| --- | ------------------ | -- | - | - | - | - | - | - |
| 1   | Davy Roef          | 9  | 0 | 0 | 0 | 0 | 0 | 0 |
| 3   | Olivier Deschacht  | 4  | 0 | 1 | 0 | 0 | 0 | 0 |
| 4   | Kara Mbodj         | 7  | 0 | 1 | 0 | 0 | 0 | 0 |
| 5   | Sebastian De Maio  | 2  | 0 | 0 | 0 | 0 | 0 | 0 |
| 5   | Uroš Spajić        | 9  | 0 | 2 | 0 | 0 | 0 | 0 |
| 7   | Andy Najar         | 5  | 0 | 1 | 0 | 0 | 1 | 0 |
| 8   | Stéphane Badji     | 7  | 0 | 0 | 0 | 0 | 5 | 0 |
| 9   | Hamdi Harbaoui     | 2  | 0 | 0 | 0 | 0 | 2 | 0 |
| 10  | Dennis Praet       | 1  | 0 | 0 | 0 | 0 | 0 | 1 |
| 10  | Massimo Bruno      | 9  | 2 | 0 | 0 | 0 | 7 | 1 |
| 11  | Alexandru Chipciu  | 14 | 1 | 3 | 0 | 0 | 2 | 8 |
| 12  | Dennis Appiah      | 7  | 0 | 2 | 0 | 0 | 0 | 1 |
| 14  | Bram Nuytinck      | 12 | 0 | 2 | 0 | 0 | 1 | 1 |
| 16  | Steven Defour      | 2  | 0 | 0 | 0 | 0 | 0 | 1 |
| 17  | Diego Capel        | 8  | 1 | 1 | 0 | 0 | 6 | 1 |
| 18  | Frank Acheampong   | 15 | 3 | 3 | 0 | 0 | 4 | 4 |
| 19  | Oswal Álvarez      | 0  | 0 | 0 | 0 | 0 | 0 | 0 |
| 21  | Fabrice N'Sakala   | 3  | 0 | 0 | 0 | 0 | 0 | 1 |
| 22  | Idrissa Doumbia    | 2  | 0 | 0 | 0 | 0 | 2 | 0 |
| 23  | Frank Boeckx       | 1  | 0 | 1 | 0 | 0 | 0 | 0 |
| 24  | Michaël Heylen     | 3  | 1 | 0 | 0 | 0 | 2 | 0 |
| 24  | Isaac Kiese Thelin | 6  | 1 | 2 | 0 | 0 | 3 | 2 |
| 26  | Idrissa Sylla      | 4  | 1 | 3 | 0 | 0 | 1 | 1 |
| 27  | Mahmoud Hassan     | 2  | 0 | 0 | 0 | 0 | 2 | 0 |
| 30  | Rubén              | 6  | 0 | 0 | 0 | 0 | 0 | 0 |
| 31  | Youri Tielemans    | 15 | 5 | 3 | 0 | 0 | 0 | 3 |
| 32  | Leander Dendoncker | 16 | 1 | 2 | 0 | 0 | 0 | 0 |
| 37  | Ivan Obradović     | 6  | 0 | 1 | 0 | 0 | 0 | 0 |
| 40  | Wout Faes          | 0  | 0 | 0 | 0 | 0 | 0 | 0 |
| 41  | Emmanuel Sowah     | 4  | 0 | 2 | 0 | 0 | 0 | 1 |
| 45  | Mile Svilar        | 0  | 0 | 0 | 0 | 0 | 0 | 0 |
| 47  | Andy Kawaya        | 0  | 0 | 0 | 0 | 0 | 0 | 0 |
| 49  | Jorn Vancamp       | 1  | 0 | 1 | 0 | 0 | 0 | 1 |
| 50  | Liam Bossin        | 0  | 0 | 0 | 0 | 0 | 0 | 0 |
| 73  | Nicolae Stanciu    | 12 | 4 | 0 | 0 | 0 | 1 | 9 |
| 77  | Nathan Kabasele    | 1  | 0 | 0 | 0 | 0 | 1 | 0 |
| 91  | Łukasz Teodorczyk  | 13 | 7 | 2 | 0 | 0 | 3 | 7 |
| 94  | Sofiane Hanni      | 15 | 3 | 2 | 0 | 0 | 4 | 5 |

### Derde voorronde UEFA Champions League (heen)
|                                               |                               |                |                        |                                                                            |
| 26 juli 2016 Voorrondes UEFA Champions League | FK Rostov                     | 2 – 2          | RSC Anderlecht         | Olimp-2, Rostov aan de Don Toeschouwers: 14.477 Scheidsrechter: Luca Banti |
| 26 juli 2016 Voorrondes UEFA Champions League | 16' Ezatolahi 60' (pen) Poloz | Wedstrijdfiche | 3' Hanni 52' Tielemans | Olimp-2, Rostov aan de Don Toeschouwers: 14.477 Scheidsrechter: Luca Banti |

| Rostov | Anderlecht |

| Rostov (3–5–2 controlerend): |    |                     |     |
|                              |    |                     |     |
| GK                           | 35 | Soslan Dzjanajev    |     |
| CB                           | 25 | Ivan Novoseltsev    |     |
| CB                           | 15 | Bastos              |     |
| CB                           | 44 | César Navas         |     |
| DM                           | 16 | Christian Noboa     |     |
| RWB                          | 2  | Cimafiej Kalačoŭ    | 68' |
| CM                           | 84 | Alexandru Gațcan    |     |
| CM                           | 6  | Saeid Ezatolahi     | 82' |
| LWB                          | 30 | Fjodor Koedrjasjov  |     |
| RF                           | 7  | Dmitry Poloz        | 74' |
| LF                           | 11 | Aleksandr Boecharov | 56' |
| Wisselspelers:               |    |                     |     |
|                              |    |                     |     |
| FW                           | 9  | Sardar Azmoun       | 56' |
| MF                           | 8  | Igor Kirejev        | 74' |
| DF                           | 5  | Denis Terentjev     | 82' |
| Coach:                       |    |                     |     |
| Koerban Berdjev              |    |                     |     |

| Anderlecht (4–3–3 punt naar achteren): |    |                    |         |
|                                        |    |                    |         |
| GK                                     | 1  | Davy Roef          |         |
| RB                                     | 12 | Dennis Appiah      |         |
| CB                                     | 5  | Sebastian De Maio  |         |
| CB                                     | 14 | Bram Nuytinck      |         |
| LB                                     | 21 | Fabrice N'Sakala   |         |
| DM                                     | 32 | Leander Dendoncker |         |
| CM                                     | 16 | Steven Defour      | 90+4'   |
| CM                                     | 31 | Youri Tielemans    |         |
| RW                                     | 11 | Alexandru Chipciu  | 19' 69' |
| CF                                     | 26 | Idrissa Sylla      | 65'     |
| LW                                     | 94 | Sofiane Hanni      | 80'     |
| Wisselspelers:                         |    |                    |         |
|                                        |    |                    |         |
| FW                                     | 18 | Frank Acheampong   | 69' 80' |
| FW                                     | 17 | Trézéguet          | 80'     |
| DF                                     | 24 | Michaël Heylen     | 90+4'   |
| Coach:                                 |    |                    |         |
| René Weiler                            |    |                    |         |

### Derde voorronde UEFA Champions League (terug)
|                                                  |                |                |                      |                                                                                         |
| 3 augustus 2016 Voorrondes UEFA Champions League | RSC Anderlecht | 0 – 2          | FK Rostov            | Constant Vanden Stockstadion, Anderlecht Toeschouwers: 19.464 Scheidsrechter: Matej Jug |
| 3 augustus 2016 Voorrondes UEFA Champions League |                | Wedstrijdfiche | 28' Noboa 47' Azmoun | Constant Vanden Stockstadion, Anderlecht Toeschouwers: 19.464 Scheidsrechter: Matej Jug |

| Anderlecht | Rostov |

| Anderlecht (4–3–3 punt naar achteren): |    |                    |       |
|                                        |    |                    |       |
| GK                                     | 1  | Davy Roef          |       |
| RB                                     | 12 | Dennis Appiah      |       |
| CB                                     | 5  | Sebastian De Maio  |       |
| CB                                     | 14 | Bram Nuytinck      | 60'   |
| LB                                     | 21 | Fabrice N'Sakala   | 54'   |
| DM                                     | 32 | Leander Dendoncker |       |
| CM                                     | 16 | Steven Defour      |       |
| CM                                     | 31 | Youri Tielemans    |       |
| RW                                     | 11 | Alexandru Chipciu  |       |
| CF                                     | 26 | Idrissa Sylla      | 45+2' |
| LW                                     | 94 | Sofiane Hanni      | 77'   |
| Wisselspelers:                         |    |                    |       |
|                                        |    |                    |       |
| FW                                     | 18 | Frank Acheampong   | 54'   |
| FW                                     | 42 | Nathan Kabasele    | 69'   |
| FW                                     | 17 | Trézéguet          | 77'   |
| Coach:                                 |    |                    |       |
| René Weiler                            |    |                    |       |

| Rostov (3–5–2 offensief): |    |                     |           |
|                           |    |                     |           |
| GK                        | 35 | Soslan Dzjanajev    |           |
| CB                        | 25 | Ivan Novoseltsev    |           |
| CB                        | 15 | Bastos              |           |
| CB                        | 44 | César Navas         |           |
| RWB                       | 5  | Denis Terentjev     | 89'       |
| CM                        | 84 | Alexandru Gațcan    | 55'       |
| CM                        | 16 | Christian Noboa     |           |
| LWB                       | 30 | Fjodor Koedrjasjov  | 45+2'     |
| AM                        | 2  | Cimafiej Kalačoŭ    |           |
| RF                        | 9  | Sardar Azmoun       | 57'       |
| LF                        | 11 | Aleksandr Boecharov | 73'       |
| Wisselspelers:            |    |                     |           |
|                           |    |                     |           |
| FW                        | 7  | Dmitry Poloz        | 57' 90+2' |
| MF                        | 6  | Saeid Ezatolahi     | 73' 77'   |
| MF                        | 89 | Aleksandr Jerochin  | 90+2'     |
| Coach:                    |    |                     |           |
| Koerban Berdjev           |    |                     |           |

### Play-offs UEFA Europa League (heen)
|                                               |              |                |                                    |                                                                                |
| 18 augustus 2016 Play-offs UEFA Europa League | Slavia Praag | 0 – 3          | RSC Anderlecht                     | Fortuna Arena, Praag Toeschouwers: 16.096 Scheidsrechter: Martin Strömbergsson |
| 18 augustus 2016 Play-offs UEFA Europa League |              | Wedstrijdfiche | 49' Sylla 60' Teodorczyk 71' Hanni | Fortuna Arena, Praag Toeschouwers: 16.096 Scheidsrechter: Martin Strömbergsson |

| Slavia Praag | Anderlecht |

| Slavia Praag (4–2–3–1): |    |                        |         |
|                         |    |                        |         |
| GK                      | 1  | Jiří Pavlenka          |         |
| RB                      | 3  | Jan Mikula             | 10'     |
| CB                      | 20 | Jiří Bílek             |         |
| CB                      | 19 | Simon Deli             |         |
| LB                      | 18 | Jan Bořil              |         |
| CM                      | 27 | Antonín Barák          | 68'     |
| CM                      | 13 | Michael Ngadeu-Ngadjui |         |
| RM                      | 99 | Gino van Kessel        |         |
| AM                      | 11 | Levan Kenia            | 79'     |
| LM                      | 81 | Dušan Švento           |         |
| CF                      | 21 | Milan Škoda            |         |
| Wisselspelers:          |    |                        |         |
|                         |    |                        |         |
| DF                      | 25 | Michal Frydrych        | 10'     |
| FW                      | 9  | Roeslan Minhajev       | 68'     |
| MF                      | 24 | Muris Mešanović        | 79' 80' |
| Coach:                  |    |                        |         |
| Dušan Uhrin jr.         |    |                        |         |

| Anderlecht (4–4–2 ruit): |    |                    |     |
|                          |    |                    |     |
| GK                       | 1  | Davy Roef          |     |
| RB                       | 12 | Dennis Appiah      | 74' |
| CB                       | 32 | Leander Dendoncker |     |
| CB                       | 14 | Bram Nuytinck      |     |
| LB                       | 18 | Frank Acheampong   |     |
| DM                       | 31 | Youri Tielemans    |     |
| CM                       | 11 | Alexandru Chipciu  |     |
| CM                       | 94 | Sofiane Hanni      |     |
| AM                       | 10 | Dennis Praet       | 69' |
| RF                       | 26 | Idrissa Sylla      | 79' |
| LF                       | 91 | Łukasz Teodorczyk  |     |
| Wisselspelers:           |    |                    |     |
|                          |    |                    |     |
| MF                       | 8  | Stéphane Badji     | 69' |
| DF                       | 24 | Michaël Heylen     | 74' |
| MF                       | 17 | Diego Capel        | 79' |
| Coach:                   |    |                    |     |
| René Weiler              |    |                    |     |

### Play-offs UEFA Europa League (terug)
|                                               |                                                     |                |              |                                                                                              |
| 25 augustus 2016 Play-offs UEFA Europa League | RSC Anderlecht                                      | 3 – 0          | Slavia Praag | Constant Vanden Stockstadion, Anderlecht Toeschouwers: 13.075 Scheidsrechter: Anthony Taylor |
| 25 augustus 2016 Play-offs UEFA Europa League | 22' (pen) Tielemans 40' (pen) Teodorczyk 61' Heylen | Wedstrijdfiche |              | Constant Vanden Stockstadion, Anderlecht Toeschouwers: 13.075 Scheidsrechter: Anthony Taylor |

| Anderlecht | Slavia Praag |

| Anderlecht (4–2–3–1): |    |                    |         |
|                       |    |                    |         |
| GK                    | 1  | Davy Roef          |         |
| RB                    | 24 | Michaël Heylen     |         |
| CB                    | 32 | Leander Dendoncker |         |
| CB                    | 14 | Bram Nuytinck      |         |
| LB                    | 18 | Frank Acheampong   |         |
| CM                    | 31 | Youri Tielemans    | 62'     |
| CM                    | 8  | Stéphane Badji     | 70'     |
| RM                    | 11 | Alexandru Chipciu  | 79'     |
| AM                    | 94 | Sofiane Hanni      | 70'     |
| LM                    | 17 | Diego Capel        |         |
| CF                    | 91 | Łukasz Teodorczyk  | 56'     |
| Wisselspelers:        |    |                    |         |
|                       |    |                    |         |
| FW                    | 24 | Idrissa Sylla      | 56' 81' |
| MF                    | 22 | Idrissa Doumbia    | 62'     |
| DF                    | 41 | Emmanuel Sowah     | 70'     |
| Coach:                |    |                    |         |
| René Weiler           |    |                    |         |

| Slavia Praag (4–2–3–1): |    |                        |     |
|                         |    |                        |     |
| GK                      | 12 | Martin Berkovec        |     |
| RB                      | 3  | Jan Mikula             | 16' |
| CB                      | 13 | Michael Ngadeu-Ngadjui | 22' |
| CB                      | 25 | Michal Frydrych        |     |
| LB                      | 6  | Tomáš Jablonský        |     |
| CM                      | 10 | Josef Hušbauer         | 69' |
| CM                      | 22 | Tomáš Souček           |     |
| RM                      | 99 | Gino van Kessel        |     |
| AM                      | 27 | Antonín Barák          | 46' |
| LM                      | 8  | Jaromír Zmrhal         |     |
| CF                      | 24 | Muris Mešanović        | 46' |
| Wisselspelers:          |    |                        |     |
|                         |    |                        |     |
| FW                      | 17 | Jaroslav Mihálik       | 46' |
| FW                      | 14 | Mick van Buren         | 46' |
| DF                      | 20 | Jiří Bílek             | 69' |
| Coach:                  |    |                        |     |
| Dušan Uhrin jr.         |    |                        |     |

### Groepsfase UEFA Europa League speeldag 1
|                                                 |                                                         |                |            |                                                                                              |
| 16 september 2016 Groepsfase UEFA Europa League | RSC Anderlecht                                          | 3 – 1          | Qäbälä PFK | Constant Vanden Stockstadion, Anderlecht Toeschouwers: 11.638 Scheidsrechter: Harald Lechner |
| 16 september 2016 Groepsfase UEFA Europa League | 14' Teodorczyk 41' (e.d.) Rafael Santos 77' Diego Capel | Wedstrijdfiche | 20' Dabo   | Constant Vanden Stockstadion, Anderlecht Toeschouwers: 11.638 Scheidsrechter: Harald Lechner |

| Anderlecht | Qäbälä |

| Anderlecht (4–3–3 punt naar achteren): |    |                    |     |
|                                        |    |                    |     |
| GK                                     | 1  | Davy Roef          |     |
| RB                                     | 5  | Uroš Spajić        | 56' |
| CB                                     | 4  | Kara Mbodj         |     |
| CB                                     | 14 | Bram Nuytinck      |     |
| LB                                     | 18 | Frank Acheampong   |     |
| DM                                     | 32 | Leander Dendoncker |     |
| CM                                     | 73 | Nicolae Stanciu    |     |
| CM                                     | 31 | Youri Tielemans    | 18' |
| RW                                     | 11 | Alexandru Chipciu  | 73' |
| CF                                     | 91 | Łukasz Teodorczyk  | 80' |
| LW                                     | 94 | Sofiane Hanni      |     |
| Wisselspelers:                         |    |                    |     |
|                                        |    |                    |     |
| MF                                     | 8  | Stéphane Badji     | 18' |
| FW                                     | 17 | Diego Capel        | 73' |
| FW                                     | 9  | Hamdi Harbaoui     | 80' |
| Coach:                                 |    |                    |     |
| René Weiler                            |    |                    |     |

| Qäbälä (3–4–3):    |    |                    |       |
|                    |    |                    |       |
| GK                 | 22 | Dmytro Bezotosnyi  |       |
| CB                 | 15 | Vitalij Vernydoeb  | 59'   |
| CB                 | 44 | Rafael Santos      |       |
| CB                 | 3  | Vojislav Stanković |       |
| RWB                | 17 | Magomed Mirzabekov |       |
| CM                 | 6  | Rəşad Sadiqov      |       |
| CM                 | 10 | Roeslan Koerbanov  | 46'   |
| LWB                | 20 | Ricardinho         | 81'   |
| RW                 | 19 | Filip Ozobić       |       |
| CF                 | 18 | Bagaliy Dabo       |       |
| LW                 | 9  | Sergej Zenjov      | 90+2' |
| Wisselspelers:     |    |                    |       |
|                    |    |                    |       |
| MF                 | 11 | Asif Mammadov      | 46'   |
| FW                 | 30 | Petar Franjić      | 59'   |
| FW                 | 32 | Rəşad Eyyubov      | 90+2' |
| Coach:             |    |                    |       |
| Roman Hryhortsjoek |    |                    |       |

### Groepsfase UEFA Europa League speeldag 2
|                                                 |                  |                |                     |                                                                                                  |
| 29 september 2016 Groepsfase UEFA Europa League | AS Saint-Étienne | 1 – 1          | RSC Anderlecht      | Stade Geoffroy-Guichard, Saint-Étienne Toeschouwers: 23.258 Scheidsrechter: Vladislav Bezborodov |
| 29 september 2016 Groepsfase UEFA Europa League | 90+4' Roux       | Wedstrijdfiche | 62' (pen) Tielemans | Stade Geoffroy-Guichard, Saint-Étienne Toeschouwers: 23.258 Scheidsrechter: Vladislav Bezborodov |

| Saint-Étienne | Anderlecht |

| Saint-Étienne (3–5–2 offensief): |    |                     |     |
|                                  |    |                     |     |
| GK                               | 30 | Jessy Moulin        |     |
| CB                               | 7  | Bryan Dabo          | 77' |
| CB                               | 32 | Benjamin Karamoko   |     |
| CB                               | 4  | Léo Lacroix         |     |
| RWB                              | 25 | Kévin Malcuit       |     |
| CM                               | 6  | Jérémy Clément      | 86' |
| CM                               | 5  | Vincent Pajot       | 76' |
| LWB                              | 22 | Kévin Monnet-Paquet |     |
| AM                               | 14 | Jordan Veretout     |     |
| RF                               | 21 | Romain Hamouma      |     |
| LF                               | 9  | Nolan Roux          |     |
| Wisselspelers:                   |    |                     |     |
|                                  |    |                     |     |
| FW                               | 23 | Alexander Søderlund | 76' |
| MF                               | 10 | Oussama Tannane     | 77' |
| MF                               | 8  | Benjamin Corgnet    | 86' |
| Coach:                           |    |                     |     |
| Christophe Galtier               |    |                     |     |

| Anderlecht (4–3–3 punt naar achteren): |    |                    |         |
|                                        |    |                    |         |
| GK                                     | 1  | Davy Roef          |         |
| RB                                     | 5  | Uroš Spajić        |         |
| CB                                     | 4  | Kara Mbodj         |         |
| CB                                     | 14 | Bram Nuytinck      | 5'      |
| LB                                     | 18 | Frank Acheampong   |         |
| DM                                     | 32 | Leander Dendoncker |         |
| CM                                     | 73 | Nicolae Stanciu    | 82'     |
| CM                                     | 31 | Youri Tielemans    |         |
| RW                                     | 11 | Alexandru Chipciu  |         |
| CF                                     | 91 | Łukasz Teodorczyk  | 58' 69' |
| LW                                     | 94 | Sofiane Hanni      | 75'     |
| Wisselspelers:                         |    |                    |         |
|                                        |    |                    |         |
| FW                                     | 9  | Hamdi Harbaoui     | 69'     |
| MF                                     | 8  | Stéphane Badji     | 75'     |
| FW                                     | 17 | Diego Capel        | 82'     |
| Coach:                                 |    |                    |         |
| René Weiler                            |    |                    |         |

### Groepsfase UEFA Europa League speeldag 3
|                                               |                 |                |                |                                                                          |
| 20 oktober 2016 Groepsfase UEFA Europa League | 1.FSV Mainz 05  | 1 – 1          | RSC Anderlecht | Mewa Arena, Mainz Toeschouwers: 21.317 Scheidsrechter: Jesús Gil Manzano |
| 20 oktober 2016 Groepsfase UEFA Europa League | 10' (pen) Yunus | Wedstrijdfiche | 65' Teodorczyk | Mewa Arena, Mainz Toeschouwers: 21.317 Scheidsrechter: Jesús Gil Manzano |

| Mainz | Anderlecht |

| Mainz (4–2–3–1): |    |                      |         |
|                  |    |                      |         |
| GK               | 1  | Jonas Lössl          |         |
| RB               | 2  | Giulio Donati        |         |
| CB               | 26 | Niko Bungert         |         |
| CB               | 16 | Stefan Bell          | 52'     |
| LB               | 24 | Gaëtan Bussmann      |         |
| CM               | 45 | Suat Serdar          | 59'     |
| CM               | 25 | Jean-Philippe Gbamin |         |
| RM               | 21 | Karim Onisiwo        | 81'     |
| AM               | 10 | Yunus Mallı          |         |
| LM               | 32 | Pablo de Blasis      | 77'     |
| CF               | 15 | Jhon Córdoba         |         |
| Wisselspelers:   |    |                      |         |
|                  |    |                      |         |
| DF               | 18 | Daniel Brosinski     | 59' 64' |
| FW               | 17 | Jairo                | 77'     |
| FW               | 8  | Levin Öztunali       | 81'     |
| Coach:           |    |                      |         |
| Martin Schmidt   |    |                      |         |

| Anderlecht (3–4–3): |    |                    |         |
|                     |    |                    |         |
| GK                  | 1  | Davy Roef          |         |
| CB                  | 4  | Kara Mbodj         |         |
| CB                  | 3  | Olivier Deschacht  | 70'     |
| CB                  | 14 | Bram Nuytinck      | 54'     |
| RM                  | 41 | Emmanuel Sowah     | 82'     |
| CM                  | 32 | Leander Dendoncker |         |
| CM                  | 31 | Youri Tielemans    | 76'     |
| LM                  | 18 | Frank Acheampong   |         |
| RW                  | 73 | Nicolae Stanciu    | 60'     |
| CF                  | 91 | Łukasz Teodorczyk  |         |
| LW                  | 94 | Sofiane Hanni      | 22'     |
| Wisselspelers:      |    |                    |         |
|                     |    |                    |         |
| FW                  | 17 | Diego Capel        | 60' 90' |
| MF                  | 8  | Stéphane Badji     | 76'     |
| FW                  | 10 | Massimo Bruno      | 82'     |
| Coach:              |    |                    |         |
| René Weiler         |    |                    |         |

### Groepsfase UEFA Europa League speeldag 4
|                                               |                                                                       |                |                 |                                                                                              |
| 3 november 2016 Groepsfase UEFA Europa League | RSC Anderlecht                                                        | 6 – 1          | 1. FSV Mainz 05 | Constant Vanden Stockstadion, Anderlecht Toeschouwers: 13.275 Scheidsrechter: Andreas Ekberg |
| 3 november 2016 Groepsfase UEFA Europa League | 9', 41' Stanciu 62' Tielemans 89', 90+4' (pen) Teodorczyk 90+2' Bruno | Wedstrijdfiche | 15' De Blasis   | Constant Vanden Stockstadion, Anderlecht Toeschouwers: 13.275 Scheidsrechter: Andreas Ekberg |

| Anderlecht | Mainz |

| Anderlecht (4–3–3 punt naar achteren): |    |                    |     |
|                                        |    |                    |     |
| GK                                     | 1  | Davy Roef          |     |
| RB                                     | 41 | Emmanuel Sowah     |     |
| CB                                     | 4  | Kara Mbodj         |     |
| CB                                     | 3  | Olivier Deschacht  |     |
| LB                                     | 18 | Frank Acheampong   | 68' |
| DM                                     | 32 | Leander Dendoncker |     |
| CM                                     | 73 | Nicolae Stanciu    |     |
| CM                                     | 31 | Youri Tielemans    | 89' |
| RW                                     | 11 | Alexandru Chipciu  | 56' |
| CF                                     | 91 | Łukasz Teodorczyk  | 67' |
| LW                                     | 94 | Sofiane Hanni      |     |
| Wisselspelers:                         |    |                    |     |
|                                        |    |                    |     |
| FW                                     | 17 | Diego Capel        | 56' |
| MF                                     | 8  | Stéphane Badji     | 67' |
| FW                                     | 10 | Massimo Bruno      | 89' |
| Coach:                                 |    |                    |     |
| René Weiler                            |    |                    |     |

| Mainz (4–2–3–1): |    |                      |         |
|                  |    |                      |         |
| GK               | 1  | Jonas Lössl          |         |
| RB               | 2  | Giulio Donati        | 50' 79' |
| CB               | 16 | Stefan Bell          | 73'     |
| CB               | 3  | Leon Balogun         |         |
| LB               | 18 | Daniel Brosinski     |         |
| CM               | 45 | Suat Serdar          | 67'     |
| CM               | 25 | Jean-Philippe Gbamin |         |
| RM               | 21 | Karim Onisiwo        |         |
| AM               | 10 | Yunus Mallı          |         |
| LM               | 32 | Pablo de Blasis      |         |
| CF               | 15 | Jhon Córdoba         |         |
| Wisselspelers:   |    |                      |         |
|                  |    |                      |         |
| FW               | 17 | Jairo                | 67'     |
| FW               | 8  | Levin Öztunali       | 79'     |
| Coach:           |    |                      |         |
| Martin Schmidt   |    |                      |         |

### Groepsfase UEFA Europa League speeldag 5
|                                                |                      |                |                                          |                                                                          |
| 24 november 2016 Groepsfase UEFA Europa League | Qäbälä PFK           | 1 – 3          | RSC Anderlecht                           | Neftçi Arena, Bakoe Toeschouwers: 4.500 Scheidsrechter: Jevhen Aranovsky |
| 24 november 2016 Groepsfase UEFA Europa League | 15' (pen) Ricardinho | Wedstrijdfiche | 10' Tielemans 90' Bruno 90+3' Teodorczyk | Neftçi Arena, Bakoe Toeschouwers: 4.500 Scheidsrechter: Jevhen Aranovsky |

| Qäbälä | Anderlecht |

| Qäbälä (4–3–3 punt naar voren): |    |                   |     |
|                                 |    |                   |     |
| GK                              | 22 | Dmytro Bezotosnyi |     |
| RB                              | 34 | Oerfan Abbasov    |     |
| CB                              | 15 | Vitalij Vernydoeb | 59' |
| CB                              | 44 | Rafael Santos     |     |
| LB                              | 20 | Ricardinho        |     |
| CM                              | 11 | Asif Mammadov     |     |
| CM                              | 7  | Nika Kvekveskiri  |     |
| AM                              | 27 | Theo Weeks        |     |
| RW                              | 32 | Rəşad Eyyubov     | 88' |
| CF                              | 18 | Bagaliy Dabo      | 52' |
| LW                              | 19 | Filip Ozobić      |     |
| Wisselspelers:                  |    |                   |     |
|                                 |    |                   |     |
| MF                              | 10 | Roeslan Koerbanov | 52' |
| Coach:                          |    |                   |     |
| Roman Hryhortsjoek              |    |                   |     |

| Anderlecht (4–3–3 punt naar achteren): |    |                    |       |
|                                        |    |                    |       |
| GK                                     | 23 | Frank Boeckx       | 72'   |
| RB                                     | 41 | Emmanuel Sowah     | 28'   |
| CB                                     | 5  | Uroš Spajić        |       |
| CB                                     | 14 | Bram Nuytinck      |       |
| LB                                     | 37 | Ivan Obradović     |       |
| DM                                     | 32 | Leander Dendoncker | 42'   |
| CM                                     | 73 | Nicolae Stanciu    | 70'   |
| CM                                     | 31 | Youri Tielemans    |       |
| RW                                     | 17 | Diego Capel        | 60'   |
| CF                                     | 91 | Łukasz Teodorczyk  |       |
| LW                                     | 18 | Frank Acheampong   | 90+4' |
| Wisselspelers:                         |    |                    |       |
|                                        |    |                    |       |
| FW                                     | 10 | Massimo Bruno      | 60'   |
| FW                                     | 94 | Sofiane Hanni      | 70'   |
| MF                                     | 22 | Idrissa Doumbia    | 90+4' |
| Coach:                                 |    |                    |       |
| René Weiler                            |    |                    |       |

### Groepsfase UEFA Europa League speeldag 6
|                                               |                         |                |                                      |                                                                                             |
| 8 december 2016 Groepsfase UEFA Europa League | RSC Anderlecht          | 2 – 3          | AS Saint-Étienne                     | Constant Vanden Stockstadion, Anderlecht Toeschouwers: 13.583 Scheidsrechter: István Kovács |
| 8 december 2016 Groepsfase UEFA Europa League | 21' Chipciu 31' Stanciu | Wedstrijdfiche | 62', 67' Søderlund 74' Monnet-Paquet | Constant Vanden Stockstadion, Anderlecht Toeschouwers: 13.583 Scheidsrechter: István Kovács |

| Anderlecht | Saint-Étienne |

| Anderlecht (4–3–3 punt naar voren): |    |                    |         |
|                                     |    |                    |         |
| GK                                  | 1  | Davy Roef          |         |
| RB                                  | 41 | Emmanuel Sowah     | 90'     |
| CB                                  | 5  | Uroš Spajić        |         |
| CB                                  | 14 | Bram Nuytinck      |         |
| LB                                  | 37 | Ivan Obradović     |         |
| CM                                  | 8  | Stéphane Badji     |         |
| CM                                  | 32 | Leander Dendoncker |         |
| AM                                  | 73 | Nicolae Stanciu    |         |
| RW                                  | 11 | Alexandru Chipciu  | 60'     |
| CF                                  | 43 | Jorn Vancamp       | 53' 60' |
| LW                                  | 18 | Frank Acheampong   | 66'     |
| Wisselspelers:                      |    |                    |         |
|                                     |    |                    |         |
| FW                                  | 7  | Andy Najar         | 60'     |
| FW                                  | 91 | Łukasz Teodorczyk  | 60' 87' |
| FW                                  | 94 | Sofiane Hanni      | 66' 87' |
| Coach:                              |    |                    |         |
| René Weiler                         |    |                    |         |

| Saint-Étienne (3–4–3): |    |                           |         |
|                        |    |                           |         |
| GK                     | 16 | Stéphane Ruffier          |         |
| CB                     | 2  | Kévin Théophile-Catherine |         |
| CB                     | 4  | Léo Lacroix               |         |
| CB                     | 19 | Florentin Pogba           |         |
| RM                     | 25 | Kévin Malcuit             |         |
| CM                     | 7  | Bryan Dabo                |         |
| CM                     | 11 | Henri Saivet              | 63'     |
| LM                     | 3  | Pierre-Yves Polomat       |         |
| RW                     | 22 | Kévin Monnet-Paquet       | 63'     |
| CF                     | 23 | Alexander Søderlund       | 76'     |
| LW                     | 35 | Arnaud Nordin             |         |
| Wisselspelers:         |    |                           |         |
|                        |    |                           |         |
| MF                     | 5  | Vincent Pajot             | 63'     |
| FW                     | 21 | Romain Hamouma            | 63'     |
| MF                     | 10 | Oussama Tannane           | 76' 90' |
| Coach:                 |    |                           |         |
| Christophe Galtier     |    |                           |         |

### Eindstand groepsfase Europa League
Groep C
| #  | Club             | GS | W | G | V | DV | DT | DS | PTN |
| -- | ---------------- | -- | - | - | - | -- | -- | -- | --- |
| 1. | AS Saint-Étienne | 6  | 3 | 3 | 0 | 8  | 5  | +3 | 12  |
| 2. | RSC Anderlecht   | 6  | 3 | 2 | 1 | 16 | 8  | +8 | 11  |
| 3. | FSV Mainz 05     | 6  | 2 | 3 | 1 | 8  | 10 | −2 | 9   |
| 4. | Qäbälä PFK       | 6  | 0 | 0 | 6 | 5  | 14 | −9 | 0   |

### 1/16e finale UEFA Europa League (heen)
|                                                   |                    |                |          |                                                                                              |
| 16 februari 2017 Knock-outfase UEFA Europa League | RSC Anderlecht     | 2 – 0          | FK Zenit | Constant Vanden Stockstadion, Anderlecht Toeschouwers: 13.415 Scheidsrechter: Michael Oliver |
| 16 februari 2017 Knock-outfase UEFA Europa League | 5', 31' Acheampong | Wedstrijdfiche |          | Constant Vanden Stockstadion, Anderlecht Toeschouwers: 13.415 Scheidsrechter: Michael Oliver |

| Anderlecht | Zenit |

| Anderlecht (4–3–3 punt naar achteren): |    |                    |         |
|                                        |    |                    |         |
| GK                                     | 30 | Rubén Martínez     |         |
| RB                                     | 7  | Andy Najar         |         |
| CB                                     | 5  | Uroš Spajić        |         |
| CB                                     | 3  | Olivier Deschacht  |         |
| LB                                     | 37 | Ivan Obradović     |         |
| DM                                     | 32 | Leander Dendoncker |         |
| CM                                     | 73 | Nicolae Stanciu    | 74'     |
| CM                                     | 31 | Youri Tielemans    | 17'     |
| RW                                     | 10 | Massimo Bruno      |         |
| CF                                     | 24 | Isaac Kiese Thelin | 19' 80' |
| LW                                     | 18 | Frank Acheampong   | 60'     |
| Wisselspelers:                         |    |                    |         |
|                                        |    |                    |         |
| MF                                     | 11 | Alexandru Chipciu  | 60'     |
| FW                                     | 94 | Sofiane Hanni      | 74'     |
| FW                                     | 91 | Łukasz Teodorczyk  | 80'     |
| Coach:                                 |    |                    |         |
| René Weiler                            |    |                    |         |

| Zenit (4–3–3 punt naar voren): |    |                    |     |
|                                |    |                    |     |
| GK                             | 1  | Joeri Lodygin      |     |
| RB                             | 60 | Branislav Ivanović |     |
| CB                             | 13 | Luís Neto          |     |
| CB                             | 4  | Domenico Criscito  | 21' |
| LB                             | 81 | Joeri Zjirkov      |     |
| CM                             | 33 | Hernani            |     |
| CM                             | 21 | Javi García        |     |
| AM                             | 7  | Giuliano           | 80' |
| RW                             | 9  | Aleksandr Kokorin  | 71' |
| CF                             | 22 | Artjom Dzjoeba     |     |
| LW                             | 17 | Oleg Sjatov        | 65' |
| Wisselspelers:                 |    |                    |     |
|                                |    |                    |     |
| FW                             | 29 | Róbert Mak         | 65' |
| MF                             | 10 | Danny              | 71' |
| MF                             | 14 | Artoer Joesoepov   | 80' |
| Coach:                         |    |                    |     |
| Mircea Lucescu                 |    |                    |     |

### 1/16e finale UEFA Europa League (terug)
|                                                   |                               |                |                  |                                                                                         |
| 23 februari 2017 Knock-outfase UEFA Europa League | FK Zenit                      | 3 – 1          | RSC Anderlecht   | Petrovski, Sint-Petersburg Toeschouwers: 17.992 Scheidsrechter: Anastasios Sidiropoulos |
| 23 februari 2017 Knock-outfase UEFA Europa League | 24', 78' Giuliano 72' Dzjoeba | Wedstrijdfiche | 90' Kiese Thelin | Petrovski, Sint-Petersburg Toeschouwers: 17.992 Scheidsrechter: Anastasios Sidiropoulos |

| Zenit | Anderlecht |

| Zenit (4–2–3–1): |    |                    |       |
|                  |    |                    |       |
| GK               | 1  | Joeri Lodygin      | 90+4' |
| RB               | 2  | Aleksandr Anjoekov |       |
| CB               | 13 | Luís Neto          | 31'   |
| CB               | 4  | Domenico Criscito  |       |
| LB               | 81 | Joeri Zjirkov      |       |
| CM               | 21 | Javi García        | 41'   |
| CM               | 8  | Maurício           |       |
| RM               | 9  | Aleksandr Kokorin  |       |
| AM               | 7  | Giuliano           |       |
| LM               | 10 | Danny              | 89'   |
| CF               | 22 | Artjom Dzjoeba     |       |
| Wisselspelers:   |    |                    |       |
|                  |    |                    |       |
| FW               | 29 | Róbert Mak         | 89'   |
| Coach:           |    |                    |       |
| Mircea Lucescu   |    |                    |       |

| Anderlecht (4–3–3 punt naar achteren): |    |                    |         |
|                                        |    |                    |         |
| GK                                     | 30 | Rubén Martínez     |         |
| RB                                     | 7  | Andy Najar         |         |
| CB                                     | 5  | Uroš Spajić        |         |
| CB                                     | 3  | Olivier Deschacht  |         |
| LB                                     | 37 | Ivan Obradović     |         |
| DM                                     | 32 | Leander Dendoncker | 90+2'   |
| CM                                     | 73 | Nicolae Stanciu    | 73'     |
| CM                                     | 31 | Youri Tielemans    | 29'     |
| RW                                     | 11 | Alexandru Chipciu  | 84'     |
| CF                                     | 24 | Isaac Kiese Thelin |         |
| LW                                     | 18 | Frank Acheampong   | 81' 89' |
| Wisselspelers:                         |    |                    |         |
|                                        |    |                    |         |
| FW                                     | 10 | Massimo Bruno      | 73'     |
| DF                                     | 14 | Bram Nuytinck      | 84'     |
| FW                                     | 17 | Diego Capel        | 89'     |
| Coach:                                 |    |                    |         |
| René Weiler                            |    |                    |         |

### 1/8e finale UEFA Europa League (heen)
|                                               |               |                |                |                                                                       |
| 9 maart 2017 Knock-outfase UEFA Europa League | APOEL Nicosia | 0 – 1          | RSC Anderlecht | GSP-stadion, Nicosia Toeschouwers: 19.327 Scheidsrechter: Jorge Sousa |
| 9 maart 2017 Knock-outfase UEFA Europa League |               | Wedstrijdfiche | 29' Stanciu    | GSP-stadion, Nicosia Toeschouwers: 19.327 Scheidsrechter: Jorge Sousa |

| APOEL Nicosia | Anderlecht |

| APOEL Nicosia (4–3–3 punt naar voren): |    |                    |     |
|                                        |    |                    |     |
| GK                                     | 99 | Boy Waterman       |     |
| RB                                     | 21 | Zjivko Milanov     | 67' |
| CB                                     | 30 | Giorgos Merkis     |     |
| CB                                     | 23 | Iñaki Astiz        | 40' |
| LB                                     | 44 | Nikos Ioannou      |     |
| CM                                     | 26 | Nuno Morais        | 44' |
| CM                                     | 6  | Lorenzo Ebecilio   | 72' |
| AM                                     | 17 | David Barral       |     |
| RW                                     | 70 | Giannis Gianniotas |     |
| CF                                     | 9  | Igor de Camargo    |     |
| LW                                     | 7  | Georgios Efrem     | 55' |
| Wisselspelers:                         |    |                    |     |
|                                        |    |                    |     |
| DF                                     | 3  | Roberto Lago       | 40' |
| FW                                     | 77 | Vander             | 55' |
| MF                                     | 4  | Kostakis Artymatas | 72' |
| Coach:                                 |    |                    |     |
| Thomas Christiansen                    |    |                    |     |

| Anderlecht (4–3–3 punt naar achteren): |    |                    |         |
|                                        |    |                    |         |
| GK                                     | 30 | Rubén Martínez     |         |
| RB                                     | 7  | Andy Najar         |         |
| CB                                     | 5  | Uroš Spajić        | 86'     |
| CB                                     | 14 | Bram Nuytinck      |         |
| LB                                     | 12 | Dennis Appiah      | 63'     |
| DM                                     | 32 | Leander Dendoncker |         |
| CM                                     | 73 | Nicolae Stanciu    | 80'     |
| CM                                     | 31 | Youri Tielemans    |         |
| RW                                     | 11 | Alexandru Chipciu  | 85' 88' |
| CF                                     | 91 | Łukasz Teodorczyk  | 59'     |
| LW                                     | 94 | Sofiane Hanni      |         |
| Wisselspelers:                         |    |                    |         |
|                                        |    |                    |         |
| FW                                     | 24 | Isaac Kiese Thelin | 59' 78' |
| FW                                     | 18 | Frank Acheampong   | 80'     |
| FW                                     | 10 | Massimo Bruno      | 88'     |
| Coach:                                 |    |                    |         |
| René Weiler                            |    |                    |         |

### 1/8e finale UEFA Europa League (terug)
|                                                |                |                |               |                                                                                                 |
| 16 maart 2017 Knock-outfase UEFA Europa League | RSC Anderlecht | 1 – 0          | APOEL Nicosia | Constant Vanden Stockstadion, Anderlecht Toeschouwers: 15.662 Scheidsrechter: Aleksej Koelbakov |
| 16 maart 2017 Knock-outfase UEFA Europa League | 65' Acheampong | Wedstrijdfiche |               | Constant Vanden Stockstadion, Anderlecht Toeschouwers: 15.662 Scheidsrechter: Aleksej Koelbakov |

| Anderlecht | APOEL Nicosia |

| Anderlecht (4–3–3 punt naar achteren): |    |                    |     |
|                                        |    |                    |     |
| GK                                     | 30 | Rubén Martínez     |     |
| RB                                     | 7  | Andy Najar         | 6'  |
| CB                                     | 5  | Uroš Spajić        |     |
| CB                                     | 4  | Kara Mbodj         | 38' |
| LB                                     | 12 | Dennis Appiah      |     |
| DM                                     | 32 | Leander Dendoncker |     |
| CM                                     | 73 | Nicolae Stanciu    | 64' |
| CM                                     | 31 | Youri Tielemans    |     |
| RW                                     | 11 | Alexandru Chipciu  | 89' |
| CF                                     | 91 | Łukasz Teodorczyk  | 75' |
| LW                                     | 94 | Sofiane Hanni      |     |
| Wisselspelers:                         |    |                    |     |
|                                        |    |                    |     |
| FW                                     | 18 | Frank Acheampong   | 64' |
| FW                                     | 24 | Isaac Kiese Thelin | 75' |
| FW                                     | 10 | Massimo Bruno      | 89' |
| Coach:                                 |    |                    |     |
| René Weiler                            |    |                    |     |

| APOEL Nicosia (4–4–2): |    |                    |         |
|                        |    |                    |         |
| GK                     | 99 | Boy Waterman       |         |
| RB                     | 21 | Zjivko Milanov     |         |
| CB                     | 30 | Giorgos Merkis     | 71'     |
| CB                     | 44 | Nikos Ioannou      |         |
| LB                     | 3  | Roberto Lago       | 51'     |
| RM                     | 70 | Giannis Gianniotas |         |
| CM                     | 6  | Lorenzo Ebecilio   | 9' 57'  |
| CM                     | 4  | Kostakis Artymatas |         |
| LM                     | 17 | David Barral       | 41' 78' |
| RF                     | 9  | Igor de Camargo    | 72'     |
| LF                     | 20 | Pieros Sotiriou    |         |
| Wisselspelers:         |    |                    |         |
|                        |    |                    |         |
| DF                     | 90 | Cédric Yambéré     | 57'     |
| MF                     | 10 | Facundo Bertoglio  | 72'     |
| FW                     | 77 | Vander             | 78'     |
| Coach:                 |    |                    |         |
| Thomas Christiansen    |    |                    |         |

### Kwartfinale UEFA Europa League (heen)
|                                                |                |                |                   |                                                                                           |
| 13 april 2017 Knock-outfase UEFA Europa League | RSC Anderlecht | 1 – 1          | Manchester United | Constant Vanden Stockstadion, Anderlecht Toeschouwers: 20.060 Scheidsrechter: Felix Brych |
| 13 april 2017 Knock-outfase UEFA Europa League | 86' Dendoncker | Wedstrijdfiche | 36' Mchitarjan    | Constant Vanden Stockstadion, Anderlecht Toeschouwers: 20.060 Scheidsrechter: Felix Brych |

| Anderlecht | Manchester United |

| Anderlecht (4–3–3 punt naar achteren): |    |                    |     |
|                                        |    |                    |     |
| GK                                     | 30 | Rubén Martínez     |     |
| RB                                     | 12 | Dennis Appiah      |     |
| CB                                     | 4  | Kara Mbodj         |     |
| CB                                     | 14 | Bram Nuytinck      |     |
| LB                                     | 37 | Ivan Obradović     | 67' |
| DM                                     | 32 | Leander Dendoncker |     |
| CM                                     | 73 | Nicolae Stanciu    | 65' |
| CM                                     | 31 | Youri Tielemans    |     |
| RW                                     | 10 | Massimo Bruno      | 58' |
| CF                                     | 24 | Isaac Kiese Thelin | 75' |
| LW                                     | 18 | Frank Acheampong   |     |
| Wisselspelers:                         |    |                    |     |
|                                        |    |                    |     |
| FW                                     | 11 | Alexandru Chipciu  | 58' |
| FW                                     | 94 | Sofiane Hanni      | 65' |
| FW                                     | 91 | Łukasz Teodorczyk  | 75' |
| Coach:                                 |    |                    |     |
| René Weiler                            |    |                    |     |

| Manchester United (4–3–3 punt naar voren): |    |                      |             |
|                                            |    |                      |             |
| GK                                         | 20 | Sergio Romero        |             |
| RB                                         | 25 | Antonio Valencia     |             |
| CB                                         | 3  | Eric Bertrand Bailly |             |
| CB                                         | 5  | Marcos Rojo          |             |
| LB                                         | 32 | Matteo Darmian       |             |
| CM                                         | 6  | Paul Pogba           |             |
| CM                                         | 16 | Michael Carrick      | 47'         |
| AM                                         | 22 | Henrich Mchitarjan   | 24' 90+1'   |
| RW                                         | 14 | Jesse Lingard        | 63'         |
| CF                                         | 9  | Zlatan Ibrahimović   |             |
| LW                                         | 19 | Marcus Rashford      | 75'         |
| Wisselspelers:                             |    |                      |             |
|                                            |    |                      |             |
| FW                                         | 11 | Anthony Martial      | 63'         |
| MF                                         | 27 | Marouane Fellaini    | 75'         |
| DF                                         | 24 | Timothy Fosu-Mensah  | 90+1' 90+2' |
| Coach:                                     |    |                      |             |
| José Mourinho                              |    |                      |             |

### Kwartfinale UEFA Europa League (terug)
|                                                |                              |                |                |                                                                                |
| 20 april 2017 Knock-outfase UEFA Europa League | Manchester United            | 2 – 1 (n.v.)   | RSC Anderlecht | Old Trafford, Manchester Toeschouwers: 71.496 Scheidsrechter: Undiano Mallenco |
| 20 april 2017 Knock-outfase UEFA Europa League | 10' Mchitarjan 107' Rashford | Wedstrijdfiche | 32' Hanni      | Old Trafford, Manchester Toeschouwers: 71.496 Scheidsrechter: Undiano Mallenco |

| Manchester United | Anderlecht |

| Manchester United (4–3–3 punt naar voren): |    |                      |     |
|                                            |    |                      |     |
| GK                                         | 20 | Sergio Romero        |     |
| RB                                         | 25 | Antonio Valencia     |     |
| CB                                         | 3  | Eric Bertrand Bailly |     |
| CB                                         | 5  | Marcos Rojo          | 23' |
| LB                                         | 23 | Luke Shaw            |     |
| CM                                         | 6  | Paul Pogba           |     |
| CM                                         | 16 | Michael Carrick      |     |
| AM                                         | 22 | Henrich Mchitarjan   |     |
| RW                                         | 14 | Jesse Lingard        | 60' |
| CF                                         | 9  | Zlatan Ibrahimović   | 91' |
| LW                                         | 19 | Marcus Rashford      |     |
| Wisselspelers:                             |    |                      |     |
|                                            |    |                      |     |
| DF                                         | 17 | Daley Blind          | 23' |
| MF                                         | 27 | Marouane Fellaini    | 60' |
| FW                                         | 11 | Anthony Martial      | 91' |
| Coach:                                     |    |                      |     |
| José Mourinho                              |    |                      |     |

| Anderlecht (4–2–3–1): |    |                    |     |
|                       |    |                    |     |
| GK                    | 30 | Rubén Martínez     |     |
| RB                    | 12 | Dennis Appiah      | 97' |
| CB                    | 5  | Uroš Spajić        |     |
| CB                    | 4  | Kara Mbodj         |     |
| LB                    | 37 | Ivan Obradović     |     |
| CM                    | 31 | Youri Tielemans    | 11' |
| CM                    | 32 | Leander Dendoncker |     |
| RM                    | 11 | Alexandru Chipciu  | 64' |
| AM                    | 94 | Sofiane Hanni      | 64' |
| LM                    | 18 | Frank Acheampong   |     |
| CF                    | 91 | Łukasz Teodorczyk  | 79' |
| Wisselspelers:        |    |                    |     |
|                       |    |                    |     |
| FW                    | 10 | Massimo Bruno      | 64' |
| MF                    | 73 | Nicolae Stanciu    | 64' |
| FW                    | 24 | Isaac Kiese Thelin | 79' |
| Coach:                |    |                    |     |
| René Weiler           |    |                    |     |

## Beker van België

### Wedstrijden
| Wedstrijddetails                                                | Thuisploeg          | Uitslag         | Uitploeg                  | Opstelling | Kaarten                       |
| --------------------------------------------------------------- | ------------------- | --------------- | ------------------------- | --- | ----------------------------- |
| 1/16 finale                                                     |                     |                 |                           | |                               |
| 21 september 2016 19:30 Constant Vanden Stockstadion Anderlecht | RSC Anderlecht      | 1-0             | OH Leuven (1B)            | Boeckx Spajić, Dendoncker, Nuytinck, Obradović (46' Hanni) Doumbia (46' Chipciu), Stanciu, Bruno Capel, Harbaoui (86' Teodorczyk), Acheampong                                             | 48' Dendoncker 67' Dendoncker |
| 21 september 2016 19:30 Constant Vanden Stockstadion Anderlecht | 52' Harbaoui        | 1-0             |                           | Boeckx Spajić, Dendoncker, Nuytinck, Obradović (46' Hanni) Doumbia (46' Chipciu), Stanciu, Bruno Capel, Harbaoui (86' Teodorczyk), Acheampong                                             | 48' Dendoncker 67' Dendoncker |
| 1/8 finale                                                      |                     |                 |                           | |                               |
| 1 december 2016 20:30 Stade du Pays de Charleroi Charleroi      | Sporting Charleroi  | 2-2 (5-3)       | RSC Anderlecht            | Roef Najar, Spajić, Nuytinck, Acheampong Badji, Tielemans, Hanni (78' Stanciu) Bruno, Kabasele (61' Teodorczyk), Capel (67' Chipciu) Strafschoppen: Tielemans, Teodorczyk, Stanciu, Bruno | 31' Kabasele 102' Nuytinck    |
| 1 december 2016 20:30 Stade du Pays de Charleroi Charleroi      | 4' Marcq 90+3' Baby | 1-0 1-1 1-2 2-2 | 12' Spajić 81' Teodorczyk | Roef Najar, Spajić, Nuytinck, Acheampong Badji, Tielemans, Hanni (78' Stanciu) Bruno, Kabasele (61' Teodorczyk), Capel (67' Chipciu) Strafschoppen: Tielemans, Teodorczyk, Stanciu, Bruno | 31' Kabasele 102' Nuytinck    |

### Statistieken
| Nr. | Naam               | GW |   |   |   |   |   |   |
| --- | ------------------ | -- | - | - | - | - | - | - |
| 1   | Davy Roef          | 1  | 0 | 0 | 0 | 0 | 0 | 0 |
| 3   | Olivier Deschacht  | 0  | 0 | 0 | 0 | 0 | 0 | 0 |
| 4   | Kara Mbodj         | 0  | 0 | 0 | 0 | 0 | 0 | 0 |
| 5   | Uroš Spajić        | 2  | 1 | 0 | 0 | 0 | 0 | 0 |
| 7   | Andy Najar         | 1  | 0 | 0 | 0 | 0 | 0 | 0 |
| 8   | Stéphane Badji     | 1  | 0 | 0 | 0 | 0 | 0 | 0 |
| 9   | Hamdi Harbaoui     | 1  | 1 | 0 | 0 | 0 | 0 | 1 |
| 10  | Massimo Bruno      | 2  | 0 | 0 | 0 | 0 | 0 | 0 |
| 11  | Alexandru Chipciu  | 2  | 0 | 0 | 0 | 0 | 2 | 0 |
| 12  | Dennis Appiah      | 0  | 0 | 0 | 0 | 0 | 0 | 0 |
| 14  | Bram Nuytinck      | 2  | 0 | 1 | 0 | 0 | 0 | 0 |
| 17  | Diego Capel        | 2  | 0 | 0 | 0 | 0 | 0 | 1 |
| 18  | Frank Acheampong   | 2  | 0 | 0 | 0 | 0 | 0 | 0 |
| 19  | Oswal Álvarez      | 0  | 0 | 0 | 0 | 0 | 0 | 0 |
| 22  | Idrissa Doumbia    | 1  | 0 | 0 | 0 | 0 | 0 | 1 |
| 23  | Frank Boeckx       | 1  | 0 | 0 | 0 | 0 | 0 | 0 |
| 31  | Youri Tielemans    | 1  | 0 | 0 | 0 | 0 | 0 | 0 |
| 32  | Leander Dendoncker | 1  | 0 | 1 | 1 | 0 | 0 | 0 |
| 37  | Ivan Obradović     | 1  | 0 | 0 | 0 | 0 | 0 | 1 |
| 40  | Wout Faes          | 0  | 0 | 0 | 0 | 0 | 0 | 0 |
| 41  | Emmanuel Sowah     | 0  | 0 | 0 | 0 | 0 | 0 | 0 |
| 45  | Mile Svilar        | 0  | 0 | 0 | 0 | 0 | 0 | 0 |
| 47  | Andy Kawaya        | 0  | 0 | 0 | 0 | 0 | 0 | 0 |
| 49  | Jorn Vancamp       | 0  | 0 | 0 | 0 | 0 | 0 | 0 |
| 50  | Liam Bossin        | 0  | 0 | 0 | 0 | 0 | 0 | 0 |
| 73  | Nicolae Stanciu    | 2  | 0 | 0 | 0 | 0 | 1 | 0 |
| 77  | Nathan Kabasele    | 1  | 0 | 1 | 0 | 0 | 0 | 1 |
| 91  | Łukasz Teodorczyk  | 2  | 1 | 0 | 0 | 0 | 2 | 0 |
| 94  | Sofiane Hanni      | 2  | 0 | 0 | 0 | 0 | 1 | 1 |

## Individuele prijzen
- Profvoetballer van het Jaar: Youri Tielemans
- Trainer van het Jaar: René Weiler
- Ebbenhouten Schoen: Youri Tielemans
- Topscorer in Eerste Klasse: Łukasz Teodorczyk
- Pro Assist: Sofiane Hanni
- Doelpunt van het Jaar: Sofiane Hanni

## Afbeeldingen

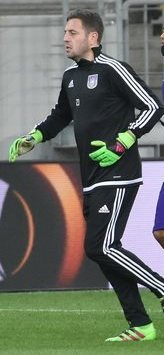
Frank Boeckx (doelman)
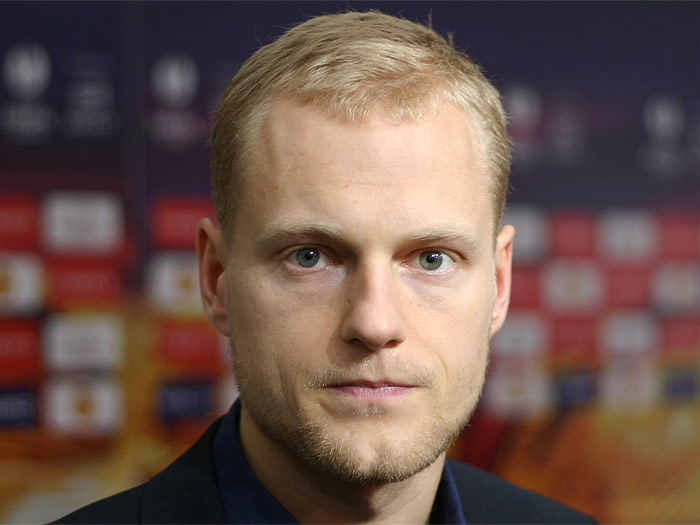
Olivier Deschacht (verdediger)
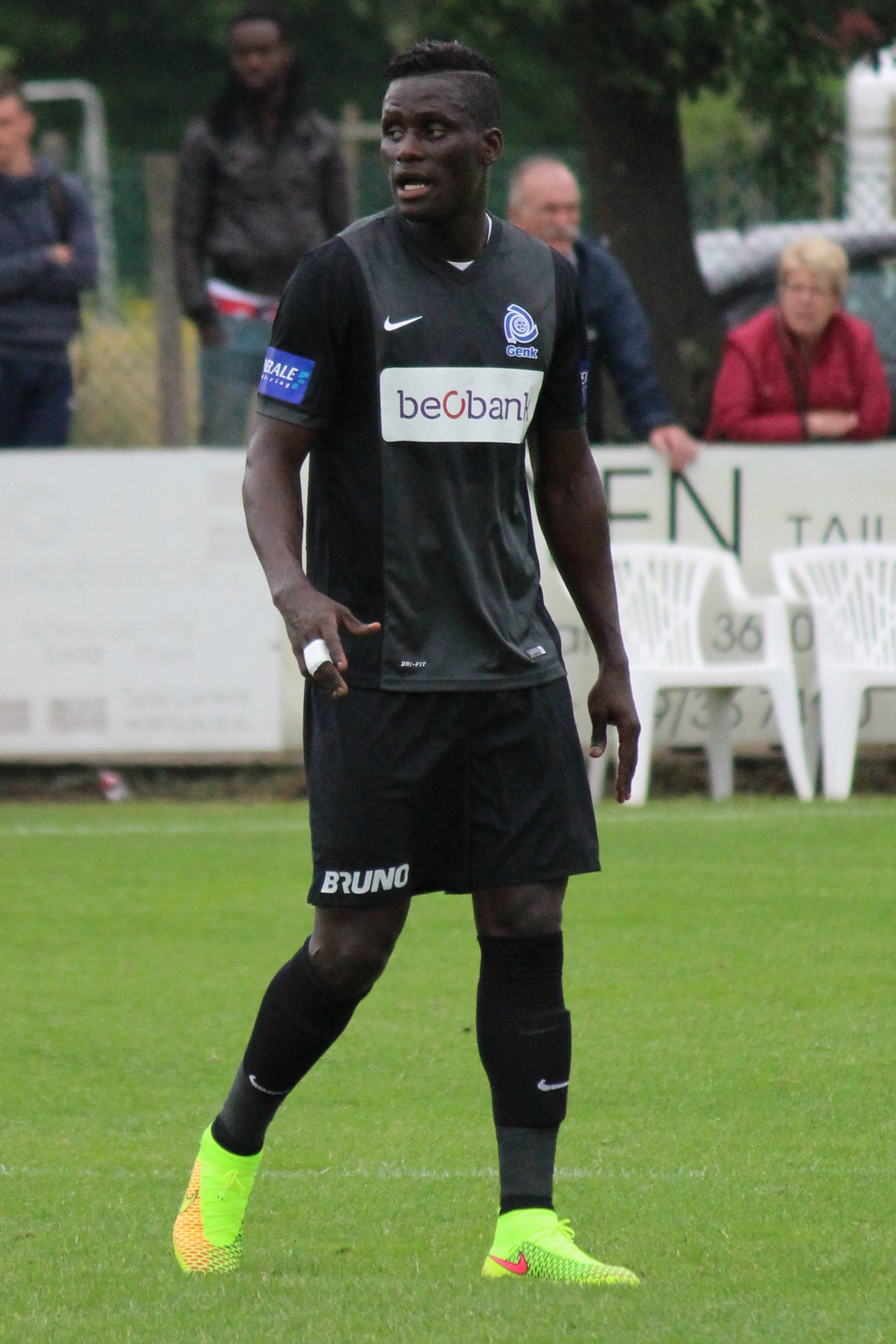
Kara Mbodji (verdediger)
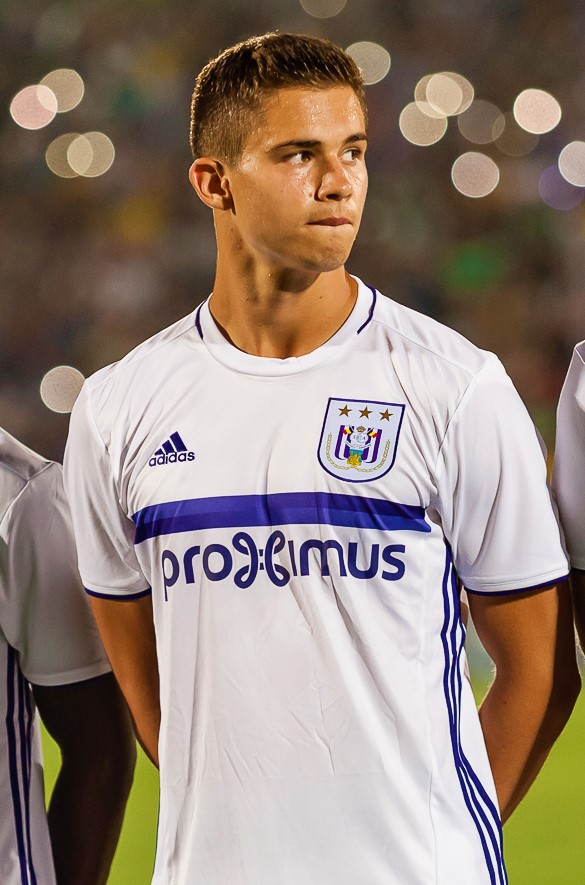
Leander Dendoncker (middenvelder)
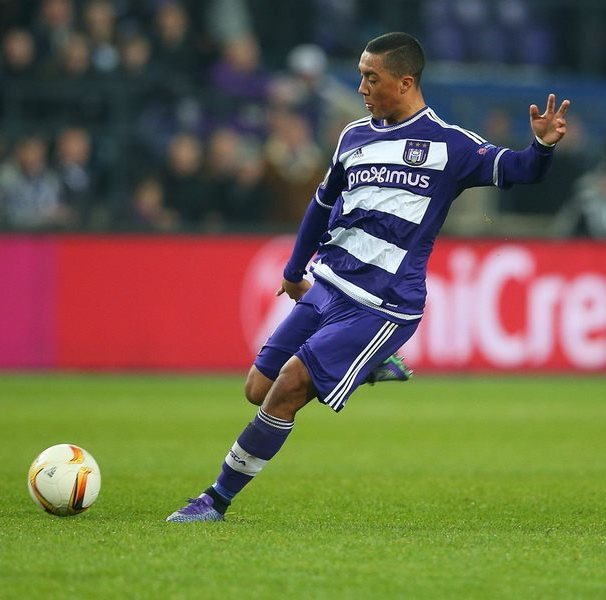
Youri Tielemans (middenvelder)
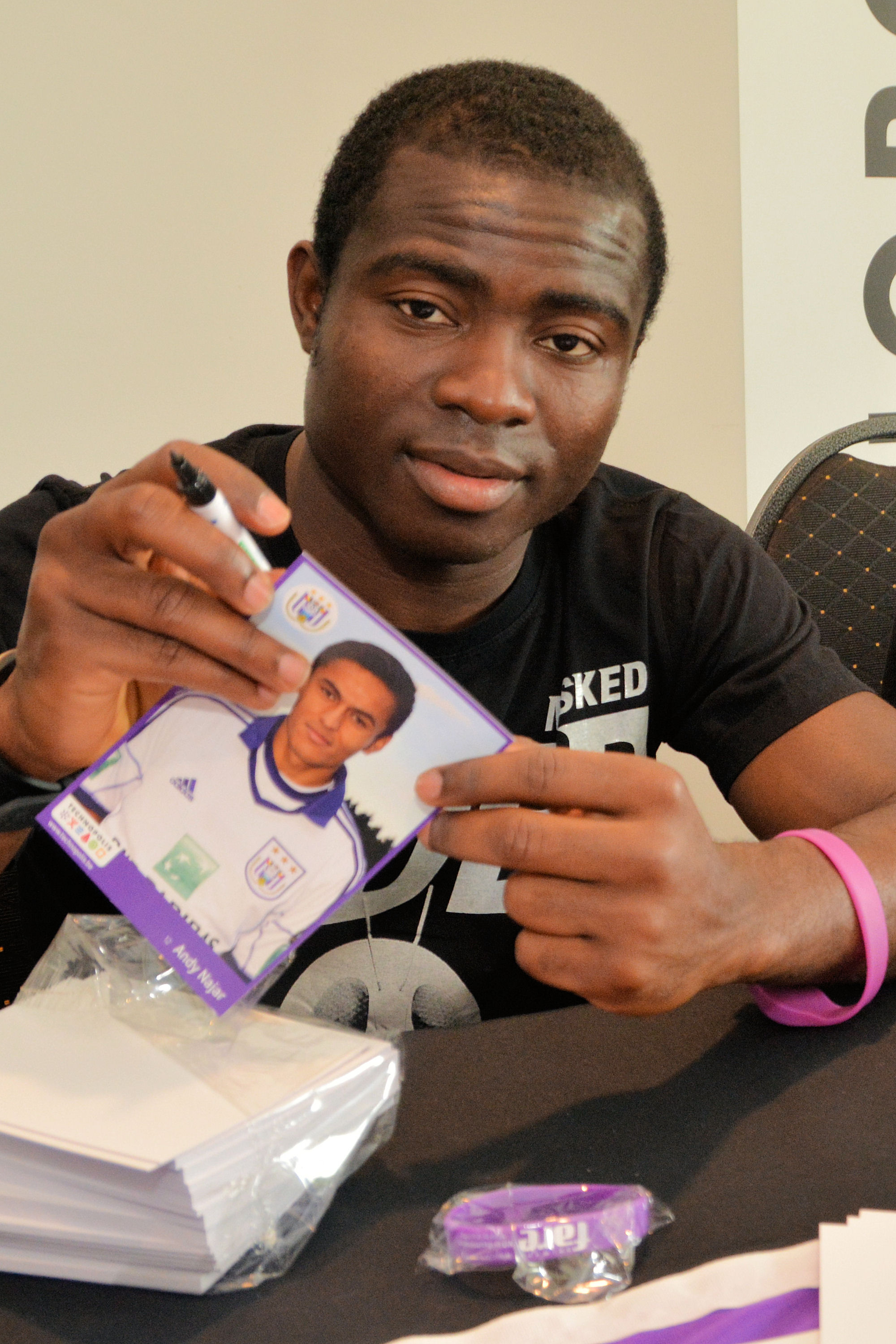
Frank Acheampong (aanvaller)
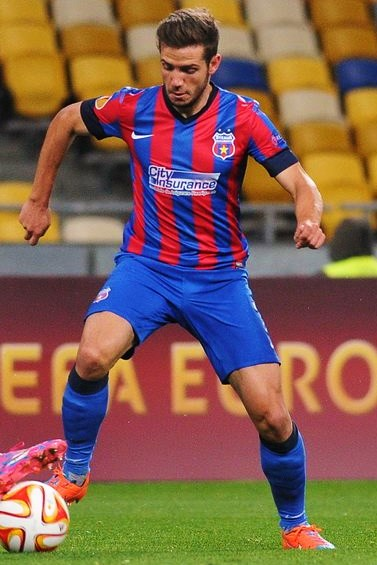
Alexandru Chipciu (middenvelder)
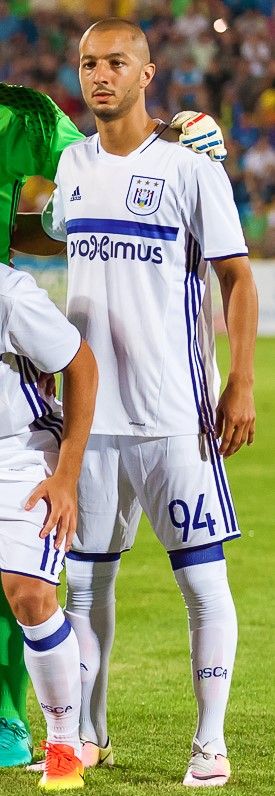
Sofiane Hanni (middenvelder)
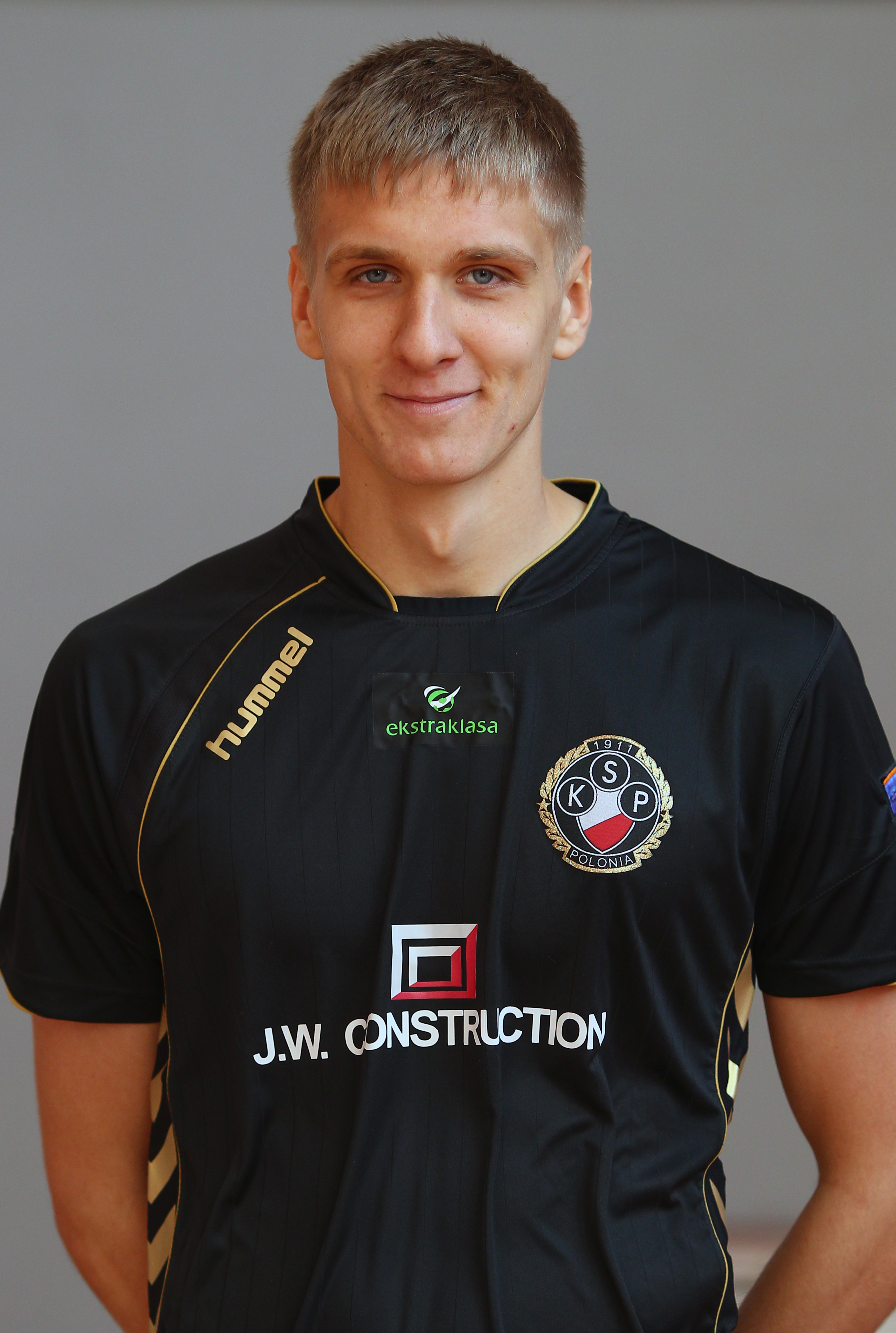
Łukasz Teodorczyk (aanvaller)